# كستناء
الكَسْتَنَاء أو الكستنة أو القَسْطَل أو أَبُو فَرْوَة أو الشَّاهِبَلُّوط هو صنف يضم ثمانية أو تسعة أنواع من الأشجار والشجيرات. يتبع هذا الصنف فصيلة البلوطية وينمو في المناطق الدافئة المعتدلة من نصف الكرة الشمالي. ويشير الاسم الكستناء أو أبو فروة  أيضًا إلى المكسرات الصالحة للأكل التي تنتجها.

## الوصف
تتمتع أشجار الكستناء بمعدل نمو متوسط (بالنسبة لشجرة الكستناء الصينية) إلى سريع النمو بالنسبة للأنواع الأمريكية والأوروبية.  يتراوح ارتفاعها عند النضج من أصغر أنواع chinkapins، غالبًا ما تكون شجيرة،  إلى عملاقة الغابات الأمريكية السابقة، C. dentata التي يمكن أن تصل إلى 60 متر (200 قدم) . بين هذين النقيضين توجد شجرة الكستناء اليابانية ( C. crenata ) على 10 متر في المتوسط؛  تليها شجرة الكستناء الصينية ( C. mollissima ) على ارتفاع حوالي 15 متر، ثم شجرة الكستناء الأوروبية ( C. ساتيفا ) حوالي 30 متر. 
غالبًا ما تكون الكستناء الصينية واليابانية متعددة القمم ومنتشرة على نطاق واسع،  بينما تميل الأنواع الأوروبية والأمريكية بشكل خاص إلى النمو بشكل منتصب للغاية عند زراعتها بين الأنواع الأخرى، مع القليل من التناقص في جذوعها العمودية، والتي تكون ثابتة وضخمة. عندما تقف بمفردها، تنتشر على الجانبين وتطور تيجانًا عريضة ومستديرة وكثيفة عند النضج. تتميز أوراق الشجر للأنواع الأوروبية والأمريكية بلونها الأصفر المذهل في فصل الخريف. 
لحاءها ناعم عندما تكون صغيرة، بلون ماروني أو بني محمر بالنسبة للكستناء الأمريكية، رمادي بالنسبة للكستناء الأوروبية. مع تقدم العمر، يصبح لحاء الأنواع الأمريكية رماديًا داكنًا وسميكًا ومتجعدًا بعمق؛ تمتد الأخاديد طوليًا، وتميل إلى الالتواء حول الجذع مع تقدم عمر الشجرة، وتذكرنا أحيانًا بكابل كبير بخيوط ملتوية. 
الأوراق بسيطة، بيضاوية أو رمحية الشكل، يبلغ طولها 10-30 سم وعرضها 10-4 سم ، وأسنانها حادة ومتباعدة على نطاق واسع، مع وجود تجاويف مستديرة ضحلة بينها. 
تتبع الأزهار الأوراق، وتظهر في أواخر الربيع أو أوائل الصيف  أو حتى يوليو.  تُرتب في أقماع طويلة من نوعين، حيث يوجد كلا النوعين على كل شجرة.  تتكون بعض الأقماع من الزهور الذكرية فقط، والتي تنضج أولاً. تحتوي كل زهرة على ثمانية أسدية، أو من 10 إلى 12 في نبات C. mollissima. يحمل حبوب اللقاح الناضجة رائحة حلوة وثقيلة يجدها بعض الناس حلوة للغاية أو غير مستساغة. تحتوي الأقماع الأخرى على أزهار تحمل حبوب اللقاح، ولكنها تحمل أيضًا، بالقرب من الغصن الذي تنبثق منه هذه الأزهار، مجموعات صغيرة من الزهور الأنثوية أو المنتجة للفاكهة. تشكل زهرتان أو ثلاث زهرات معًا زهرة شائكة ذات أربعة فصوص، والتي تنمو في النهاية معًا تمامًا لتكوين القشرة البنية التي تغطي الثمار. 
زهور الكستناء ليست متوافقة ذاتيا، لذلك هناك حاجة إلى شجرتين للتلقيح. تتزاوج جميع أنواع الكاستانيا مع بعضها البعض بسهولة.

### الثمرة
توجد الثمرة داخل كأس شوكية (حادة جدًا) يبلغ قطرها 11-5 سم، وتسمى أيضًا "البر" أو " النتوء". غالبًا ما تكون النتوءات مقترنة أو متجمعة على الفرع  وتحتوي على1-7 ثمار وفقًا للأنواع والأصناف والمستنبتات المختلفة. عندما تصل الثمار إلى مرحلة النضج، تتحول النتوءات إلى اللون الأصفر البني وتنقسم إلى قسمين أو أربعة أقسام. يمكن أن تظل على الشجرة لفترة أطول من فترة احتفاظها بالثمار، ولكن في أغلب الأحيان تُفتح بالكامل وتُطلق الثمار فقط بعد سقوطها على الأرض؛ ويعود الفتح جزئيًا إلى رطوبة التربة. 
تحتوي ثمرة الكستناء على نهاية مدببة مع خصلة صغيرة في طرفها (تسمى "اللهب" باللغة الإيطالية )، وفي الطرف الآخر، ندبة ارتباط بنية شاحبة. في العديد من الأصناف، تكون الثمرة مسطحة على جانب واحد أو جانبين مع قشرتين. الأولى هي قشرة خارجية صلبة لامعة بنية اللون تسمى القشرة؛  وتسميها الصناعة "القشرة".  توجد تحت الغلاف الخارجي طبقة أخرى رقيقة تسمى القشرة الرقيقة أو النبتة الصغيرة.  تلتصق الطبقة الرقيقة بشكل وثيق بالبذرة نفسها، وتتبع الأخاديد الموجودة عادةً على سطح الثمرة. تختلف أحجام وأعماق هذه الأخاديد حسب النوع والصنف.
تظهر الفاكهة الموجودة داخل هذه البذور جنيناً ذا فلقتين متصلتين بللُب أبيض كريمي في جميع أنحائها.  تحتوي بعض الأصناف على جنين واحد فقط لكل ثمرة (جوزة) أو تحتوي على ثمرة كبيرة واحدة فقط لكل نتوء، مستديرة بشكل جيد (بدون وجه مسطح). قد يبدأ اسم الأصناف ذات هذه الخصائص بـ "marron"  على سبيل المثال marron de Lyon في فرنسا، أو Marrone di Mugello في إيطاليا.
قد لا تظهر ثمار الكستناء حالة السكون الهوائي. قد تنبت مباشرة بمجرد سقوطها على الأرض في الخريف، مع ظهور الجذور من البذرة على الفور والأوراق والساق في الربيع التالي. يمكن أن يفقد الجنين قابليته للحياة بعد فترة وجيزة من النضج وفي ظل ظروف التجفيف.
تتميز الأصناف ذات الثمار المتفوقة بين الكستناء الأوروبية بحجم جيد وطعم حلو وقشور داخلية سهلة الإزالة.   عادة ما تكون ثمار الكستناء الأمريكية صغيرة جدًا (حوالي 5 غرامات )، ولكنها ذات مذاق حلو وتحتوي على قشور سهلة الإزالة. تحتوي بعض الأصناف اليابانية على حبات كبيرة جدًا (حوالي 40 غرام)، وعادةً ما تكون ذات قشرة خارجية يصعب إزالتها. عادةً ما يكون من السهل إزالة قشور الكستناء الصينية، وتختلف أحجامها بشكل كبير وفقًا للأصناف، على الرغم من أنها عادةً ما تكون أصغر من قشور الكستناء اليابانية. 

### أنواع مماثلة
ن كستناء الحصان غير ذات الصلة (جنس Aesculus ) ليست كستناء حقيقية، ولكن سُميت بهذا الاسم لإنتاجها مكسرات ذات مظهر مشابه ولكنها سامة بشكل خفيف للإنسان. لا ينبغي الخلط أيضًا بين الكستناء الحقيقية والكستناء المائية، وهي درنات نبات عشبي مائي من عائلة السعديات Cyperaceae. من الأنواع الأخرى التي يخلط بينها وبين أشجار الكستناء بشكل شائع شجرة السنديان الكستنائي ( Quercus prinus ) والزان الأمريكي ( Fagus grandifolia )،   وكلاهما ينتمي أيضًا إلى عائلة Fagaceae. البندق البرازيلي، المسمى "الكستناء البرازيلية" ( castañas de Brasil باللغة الإسبانية) أو "الكستناء من بارا" ( castanha-do-Pará باللغة البرتغالية) لا علاقة لها أيضًا.

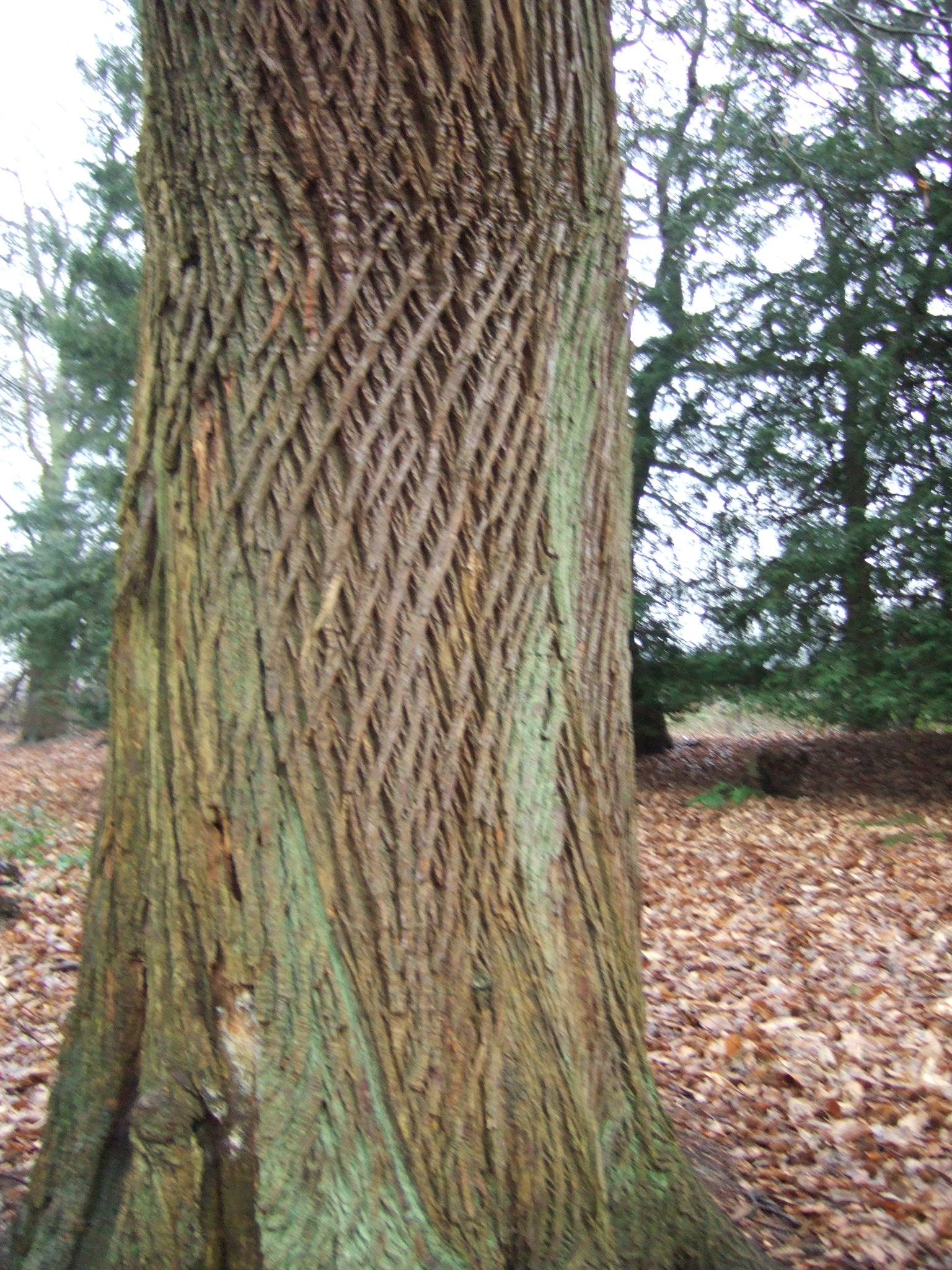
لحاء شجرة الكستناء الحلوة (C. sativa)

## التصنيف

### الجنس
تنتمي الكستناء إلى عائلة Fagaceae ، والتي تشمل أيضًا أشجار البلوط والزان . تُعرف المجموعات الأربعة الرئيسية للأنواع عادةً باسم الكستناء الأمريكية،  والأوروبية، والصينية، واليابانية.
لم يُحل تصنيف الكستناء الأمريكية بشكل كامل، وخاصة بين الشينكابينات ( Castanea ozarkensis وCastanea pumila )، والتي تعتبر أحيانًا من نفس النوع. أشار علم الوراثة إلى أن نبات "شينكابين الذهبي" ( Chrysolepis chrysophylla ) الأصلي في كاليفورنيا يستحق الإدراج في جنس مختلف إلى جانب نوع من ساحل الصين. هناك أيضًا نوع آخر من الكستناء، Castanea alabamensis، والذي قد يكون من نوعه الخاص. 

### الأنواع
1- الكستناء الأمريكية: وهي تزرع في أمريكا الشمالية، وتتميز بحبات صغيرة الحجم نسبياً، وتعتبر من أفضل أنواع الكستناء.

2- الكستناء الصينية: وتعتبر من أكثر الأنواع تحملاً للآفات الزراعية، مما يرفع من قيمتها التجارية، أشجارها قصيرة، وتتميز بحبات متوسطة الحجم.

3- الكستناء الأوروبية: أشجارها طويلة، وثمارها تشبه الكستناء الصينية، وتتميز بطعم حلو المذاق.

4- الكستناء اليابانية: أشجارها صغيرة، وتتميز بثمار كبيرة الحجم وذات طعم طيب، وهي تقاوم الآفات.

5- الكستناء المهجنة: وهي أقرب وصفاً إلى النوع الأمريكي.
| الجنيس             | صورة | الاسم العلمي        | الاسم الشائع                                                                          | توزيع                                                    |
| ------------------ | ---- | ------------------- | ------------------------------------------------------------------------------------- | -------------------------------------------------------- |
| الكستناء الأمريكية |      | Castanea dentata    | كستناء امريكية                                                                        | شرق أمريكا الشمالية                                      |
| الكستناء الأمريكية |      | Castanea pumila     | الكستناء الأمريكية أو الكستناء الأليغينية، والمعروفة أيضًا باسم "الكستناء القزمية"     | جنوب وشرق الولايات المتحدة                               |
| الكستناء الأمريكية |      | Castanea ozarkensis | أوزارك تشينكابين                                                                      | جنوب شرق وغرب الولايات المتحدة.                          |
| الكستناء الآسيوية  |      | Castanea mollissima | كستناء صينية                                                                          | الصين، وفيتنام، والهند، وكوريا الشمالية.                 |
| الكستناء الآسيوية  |      | Castanea henryi     | تشينكابين صيني، وjسمى أيضًا كستناء هنري                                                | الصين.                                                   |
| الكستناء الآسيوية  |      | Castanea seguinii   | كستناء سيجوين                                                                         | الصين.                                                   |
| الكستناء الآسيوية  |      | Castanea crenata    | كستناء يابانية، كستناء كورية                                                          | شبه الجزيرة الكورية واليابان.                            |
| كستناء اوروبي      |      | Castanea sativa     | الكستناء الحلوة؛ وتسمى أيضًا "الكستناء الإسبانية" في الولايات المتحدة والمملكة المتحدة | أجزاء من جنوب أوروبا، والقوقاز، وغرب آسيا، وآسيا الصغرى. |

### أصل التسمية

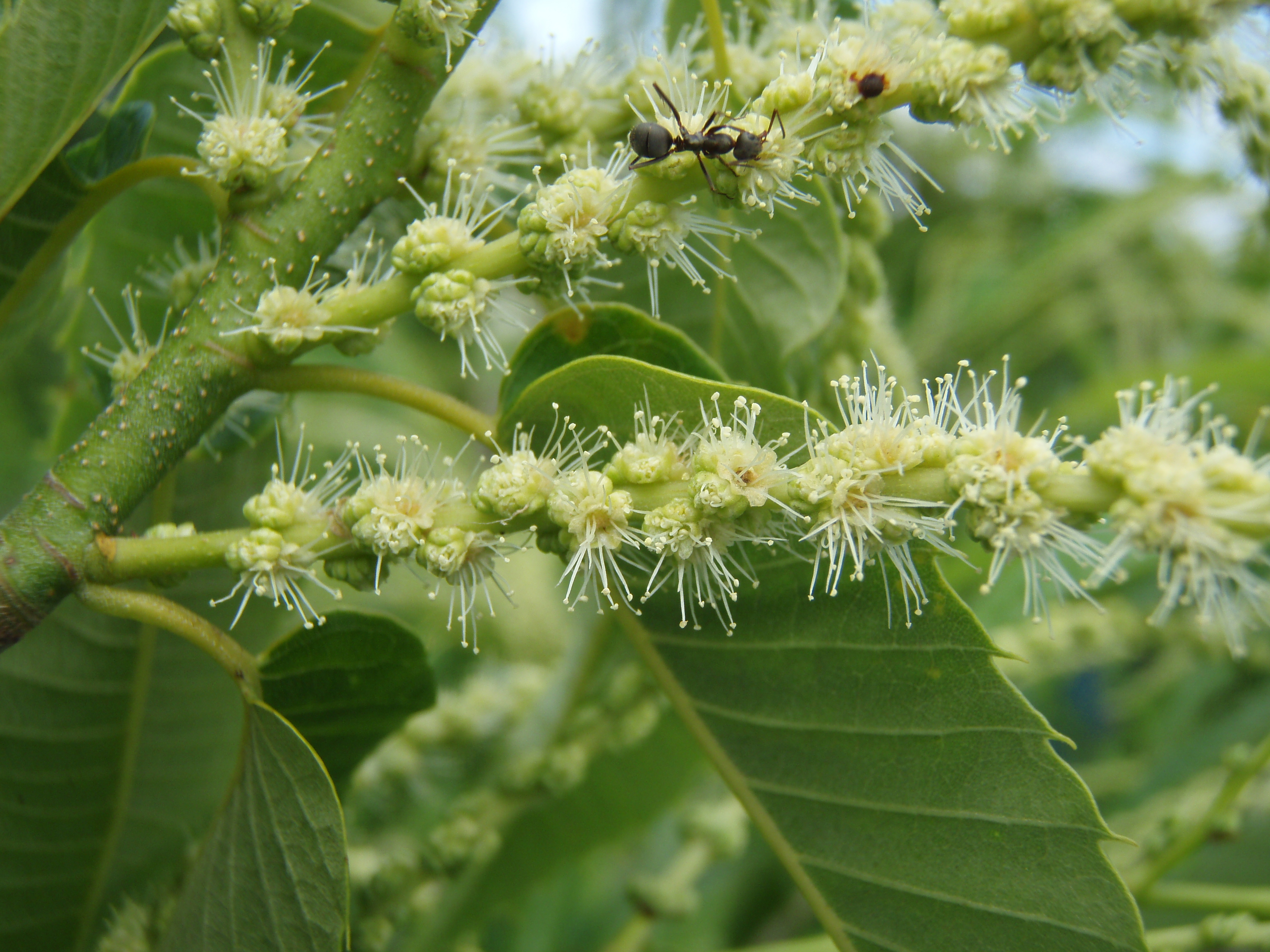
زهور الكستناء الذكرية

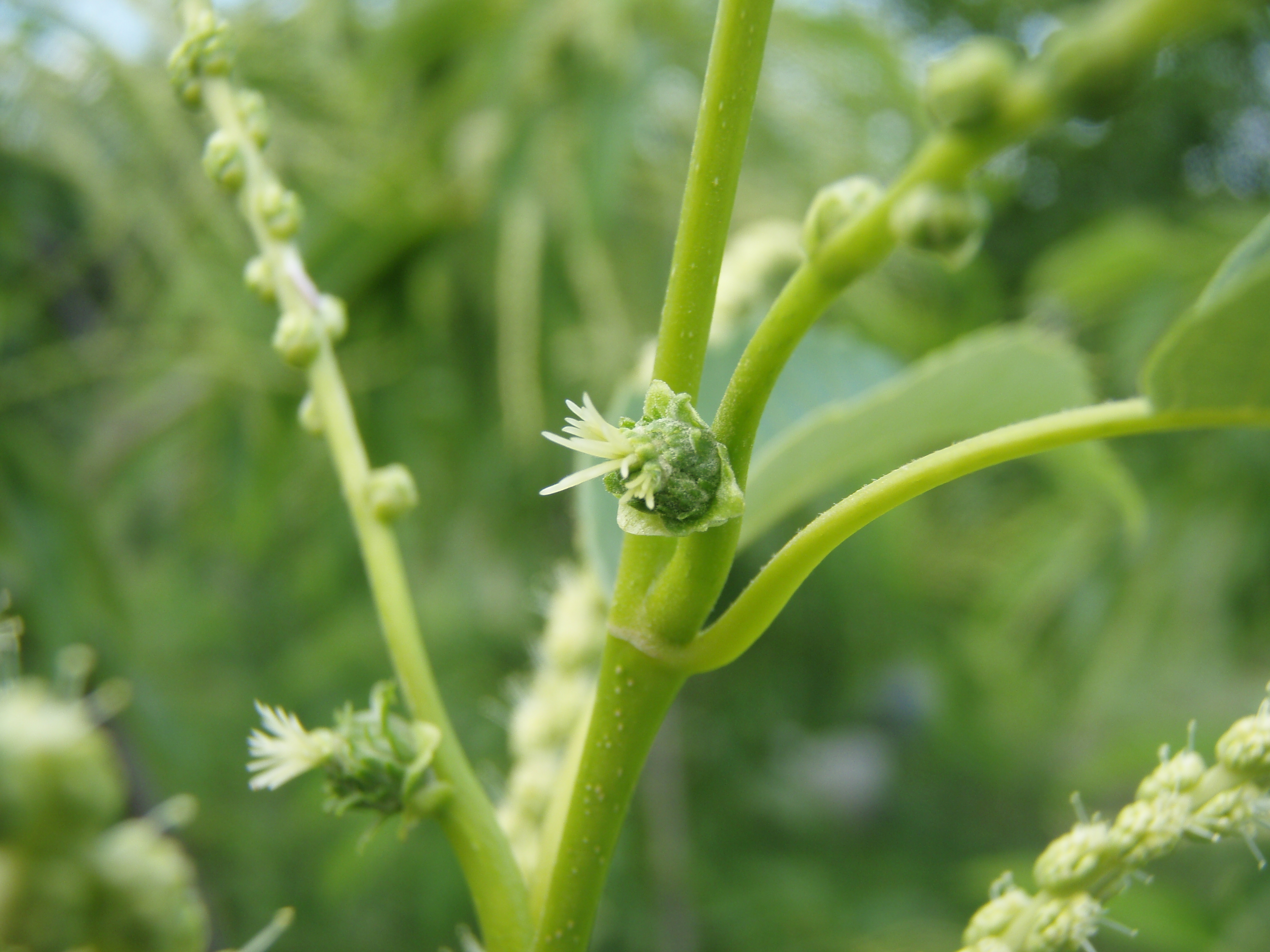
زهور الكستناء الأنثوية

يشتق اسم الكستناء (باللغة الإنجليزية: Chestnut) من المصطلح الإنجليزي الأقدم "chesten nut"، والذي ينحدر من الكلمة الفرنسية القديمة chastain (الفرنسية الحديثة، châtaigne ).  الكلمة الفرنسية بدورها مشتقة من الكلمة اللاتينية Castanea (الاسم العلمي للشجرة أيضًا)، والتي ترجع إلى الكلمة اليونانية القديمة κάστανον (الكستناء الحلوة).  من المحتمل أن يكون مصدر الكلمة اليونانية هو مدينة كاستانيا القديمة في ماغنيسيا القديمة ‏. الواقعة في قرية كيراميدى الحديثة.   ومن المحتمل أن المدينة أخذت اسمها من الأشجار التي تنمو حولها.  في منطقة مناخ البحر الأبيض المتوسط، تعد أشجار الكستناء نادرة في اليونان لأن التربة الطباشيرية ليست مناسبة لنمو الشجرة. تقع كاستانيا على واحدة من عدد قليل نسبيا من النتوءات الرسوبية أو السيليكية. وتنمو بكثرة هناك لدرجة أن وجودها كان من شأنه أن يحدد اسم المكان.  يعتقد البعض الآخر أن الاسم مشتق من الاسم اليوناني Sardis glans (بلوط Sardis) - حيث كانت سارد عاصمة ليديا، آسيا الصغرى، حيث انتشرت الفاكهة. 

## علم البيثة
تشتهر هذه الشجرة بجذب الحياة البرية. تُعد المكسرات غذاءً مهماً للطيور، والحمام، والخنازير البرية، والغزلان، والسناجب. تحتوي الشينكوابين الأمريكية والصينية ( C. pumila و C. henryi ) على مكسرات صغيرة جدًا تُعد مصدرًا مهمًا للغذاء للحياة البرية. 

## الزراعة

### التاريخ

#### أوروبا والشرق الأدنى
كانت الكستناء غذاءً أساسيًا في جنوب أوروبا، وتركيا، وجنوب غرب وشرق آسيا   لآلاف السنين، حيث حل إلى حد كبير محل الحبوب حيث لم تكن تنمو جيدًا في المناطق الجبلية في البحر الأبيض المتوسط.   عُثر على أدلة على زراعة الكستناء من قبل البشر منذ حوالي عام 2000 قبل الميلاد.  قام الإسكندر الأكبر والرومان بزراعة أشجار الكستناء في جميع أنحاء أوروبا أثناء حملاتهم المختلفة. يقال إن الجيش اليوناني نجا من انسحابه من آسيا الصغرى في عام 401-399 قبل الميلاد بفضل مخزوناته من الكستناء.  كتب اليونانيون القدماء، مثل ديوسكوريدس وجالينوس، عن الكستناء للتعليق على خصائصها الطبية - وانتفاخ البطن الناجم عن تناول الكثير منها.  حتى ظهور البطاطس، كانت مجتمعات بأكملها تسكن الغابات، والتي كانت تعاني من صعوبة الحصول على دقيق القمح، تعتمد على الكستناء كمصدر رئيسي للكربوهيدرات.  في بعض أجزاء إيطاليا، تؤكل كعكة مصنوعة من الكستناء كبديل للبطاطس.  في عام 1583، كتب تشارلز إستيان وجان ليبو، "يعيش عدد لا حصر له من الناس على لا شيء غير (الكستناء)".  في عام 1802، قال أحد علماء الزراعة الإيطاليين عن تسكانة أن "ثمار شجرة الكستناء هي عمليًا مصدر الرزق الوحيد لسكان المرتفعات لدينا"،  بينما قيل في عام 1879 أنها تغذي بشكل شبه حصري سكانًا بالكامل لمدة نصف العام، "كبديل مؤقت ولكن كامل للحبوب". 
في بريطانيا، أظهرت سجلات الحدود ‏ التي جُمعت في عهد الملك جون بالفعل شجرة الكستناء تورتوورث ‏ الشهيرة في جنوب غلوسترشير، باعتبارها معلمًا بارزًا؛ وكانت تُعرف أيضًا بنفس الاسم "شجرة الكستناء العظيمة في تورتوورث" في أيام ستيفن. يبلغ طول هذه الشجرة أكثر من 15 متر في محيط 1.5 متر من الأرض في عام 1720. تُعد شجرة كستناء المائة حصان الموجودة في غابات الكستناء على جبل إتنا هي أقدم شجرة كستناء حية ويقال أنها الأكبر حجمًا. تزدهر أشجار الكستناء بشكل خاص في حوض البحر الأبيض المتوسط .  في عام 1584، أمر حاكم جنوة، التي كانت تسيطر على كورسيكا، جميع المزارعين وأصحاب الأراضي بزراعة أربع أشجار سنويًا، من بينها شجرة كستناء - بالإضافة إلى أشجار الزيتون والتين والتوت. تدين العديد من المجتمعات بأصلها وثرائها السابق إلى غابات الكستناء التي نشأت هناك. 
وقد تراجعت شعبيتها خلال القرون القليلة الماضية، ويرجع ذلك جزئيًا إلى سمعتها باعتبارها "طعامًا للفقراء".  لم يرغب الكثير من الناس في تناول خبز الكستناء كـ "خبز" لأن دقيق الكستناء لا ينتفخ أثناء الخبز. وقد افترى البعض على منتجات الكستناء بكلمات مثل الخبز الذي "يعطي لونًا شاحبًا" الذي كتب في عام 1770،  أو في عام 1841 "هذا النوع من الهاون الذي يسمى حساءً".  ربما استفاد التجديد العالمي في العقود الأخيرة من جهود إعادة التحريج الضخمة التي بدأت في ثلاثينيات القرن العشرين في الولايات المتحدة لإنشاء أصناف من C. sativa قد تكون مقاومة لمرض اللفحة المتأخرة للكستناء، فضلاً عن تخفيف الضغط على إمدادات الحبوب.
المنطقة الرئيسية في إيطاليا لإنتاج الكستناء هي منطقة موجيلو. في عام 1996، منح المجتمع الأوروبي الفاكهة وضع المؤشر الجغرافي المحمي ‏ ( المكافئ لتسمية المنشأ الفرنسية) لكستناء موجيلو الحلوة. تتميز بأنها حلوة بشكل ملحوظ، تُقشر بسهولة، وليست دقيقيةً أو قابضةً بشكل مفرط، ولها روائح من الفانيليا والبندق، وبشكل أكثر دقة، الخبز الطازج. ليست لها رائحة كريهة، مثل رائحة الخميرة، أو الفطريات، أو العفن، أو الورق، والتي تحدث أحيانًا مع أنواع أخرى من الكستناء. 

#### آسيا
خلال الحكم الاستعماري البريطاني في منتصف القرن الثامن عشر وحتى عام 1947، أُدخلت الكستناء الحلوة، C. sativa ، على نطاق واسع في الأجزاء المعتدلة من شبه القارة الهندية، وخاصة في جبال الهمالايا المنخفضة إلى المتوسطة. وهي تنتشر على نطاق واسع في محطات التلال التي أسسها البريطانيون في شمال الهند، وبدرجة أقل في بوتان والنيبال. تُستخدم هذه الأشجار بشكل أساسي كأشجار زينة، وتوجد في جميع الحدائق النباتية البريطانية تقريبًا والمجمعات الحكومية الرسمية (مثل المساكن الرسمية الأكبر حجمًا) في الأجزاء المعتدلة من شبه القارة الهندية.
يوجد في الصين حوالي 300 نوع من الكستناء. علاوة على ذلك، فإن كستناء "داندونج" (تنتمي إلى كستناء اليابان C. crenata ) هو صنف رئيسي في مقاطعة لياونينغ. 

#### أمريكا الشمالية
كان الأمريكيون الأصليون يأكلون أنواع الكستناء الأمريكية، وخاصة C. dentata وبعض الأنواع الأخرى، قبل وقت طويل من قيام المهاجرين الأوروبيين بإدخال سلالتهم إلى أمريكا، وقبل وصول مرض آفة الكستناء.  في بعض الأماكن، مثل جبال الآبالاش، كانت أخشاب كستناء تُمثل ربع الأخشاب الصلبة. غالبًا ما تنمو الأشجار الناضجة بشكل مستقيم وخالٍ من الفروع بطول 15 متر، حتى 30 متر، ويبلغ متوسط قطرها ما يصل إلى 1.5 متر. لمدة ثلاثة قرون، كانت معظم الحظائر والمنازل الواقعة شرق نهر المسيسيبي مصنوعة من الخشب.
وبعد فترة وجيزة من ذلك، تعرضت أشجار الكستناء الأمريكية للإبادة تقريبًا بسبب آفة الكستناء. اُكتشف فطر اللفحة على بعض أشجار الكستناء الآسيوية المزروعة في لونغ آيلاند، نيويورك، في عام 1904. في غضون 40 عامًا، دُمِّر ما يقرب من أربعة مليارات شجرة كستناء أمريكية في أمريكا الشمالية؛ ولم يتبق سوى بضع مجموعات من الأشجار في ميشيغان، وويسكونسن، وكاليفورنيا، وشمال غرب المحيط الهادئ.  بسبب المرض، اختفى خشب الكستناء الأمريكي تقريبًا من السوق لعقود من الزمن، على الرغم من أنه لا يزال من الممكن الحصول على كميات منه كأخشاب مستصلحة ‏.  اليوم، لا تبقى هذه الأشجار إلا على شكل أشجار منفردة منفصلة عن أي أشجار أخرى (وهو أمر نادر جدًا)، وكجذوع حية ‏، مع وجود عدد قليل منها فقط ينمو بما يكفي لإنتاج البذور قبل وقت قصير من الموت. وهذا يكفي للحفاظ على المادة الوراثية المستخدمة في هندسة شجرة الكستناء الأمريكية مع الحد الأدنى من المدخلات الوراثية الضرورية من أي من الأنواع الآسيوية المحصنة ضد الأمراض. ولا تزال الجهود التي بدأت في ثلاثينيات القرن العشرين مستمرة لإعادة توطين هذه الأشجار في البلاد، في ماساتشوستس  والعديد من الأماكن الأخرى في الولايات المتحدة.  في سبعينيات القرن العشرين، بدأ عالم الوراثة تشارلز بيرنهام في تهجين الكستناء الآسيوية مع سلالات الكستناء الأمريكية لمنحها مقاومة اللفحة مع الحد الأدنى من الاختلاف في الجينات.  في الخمسينيات من القرن العشرين، طُورت كستناء دنستان في غرينزبورو، ولاية كارولينا الشمالية، وتشكل غالبية الكستناء الخالية من اللفحة التي تُنتج في الولايات المتحدة سنويًا.
في يومنا هذا الطلب على الجوز يفوق العرض. استوردت الولايات المتحدة 4056 طنًا متريًا من الكستناء الأوروبية بقشرتها بقيمة 10 ملايين دولار في عام 2007.  تعتبر صناعة الكستناء في الولايات المتحدة في بداياتها، إذ تنتج أقل من 1% من إجمالي الإنتاج العالمي. منذ منتصف القرن العشرين، كانت معظم واردات الولايات المتحدة من جنوب إيطاليا ، حيث تعتبر الكستناء الصقلية الكبيرة واللحمية والغنية النكهة من بين أفضل الأنواع للبيع بالجملة وتجارة التجزئة في السوبر ماركت. بعض الواردات تأتي من البرتغال وفرنسا. المصدران التاليان الأكبر للواردات هما الصين وكوريا الجنوبية.  تحظى أصناف المارون الفرنسية بشعبية كبيرة وتُباع بأسعار مرتفعة في محلات الأطعمة الفاخرة. اعتبارًا من عام 2024، تستورد الولايات المتحدة 7.5 مليون رطل من الكستناء غير العضوية سنويًا. 
توصلت دراسة أجريت على هذا القطاع في عام 2005 إلى أن المنتجين الأميركيين هم في الغالب من العاملين بدوام جزئي في تنويع الأعمال الزراعية القائمة، أو من الهواة.  وتشير دراسة حديثة أخرى إلى أن الاستثمار في مزرعة جديدة يستغرق 13 عامًا لأستعادة رأس المال، على الأقل في السوق الأسترالية الحالية.  إن بدء عملية صغيرة الحجم يتطلب استثمارًا أوليًا منخفضًا نسبيًا؛ وهذا عامل في صغر حجم عمليات الإنتاج الحالية، حيث يتراوح نصفها بين 3 و 10 أكر (12,000 و 40,000 م2) . إن العامل الحاسم الآخر في ضعف إنتاجية القطاع هو أن معظم البساتين أُنشئت منذ أقل من 10 سنوات، وكذلك الأشجار الصغيرة التي بالكاد تدخل الإنتاج التجاري الآن.  يُعدّ افتراض إنتاجية قدرها 10 كغ (22 رطلاً) للشجرة الواحدة البالغة من العمر 10 سنوات تقديرًا موثوقًا ومتحفظًا، على الرغم من أن بعض العينات الاستثنائية بهذا العمر قد أنتجت 100 كغ (220 رطلاً). لذلك، يكسب معظم المنتجين أقل من 5,000 دولار سنويًا، وثلثهم لم يحققوا أي مبيعات حتى الآن.
علاوة على ذلك، كانت المزروعات حتى الآن في الغالب من الأنواع الصينية، ولكن المنتجات ليست متاحة بسهولة.  إن مؤسسة الكستناء الأمريكية ‏ بالتعاون مع العديد من الشركاء ( SUNY ESF، ومؤسسة تعاونيات الكستناء الأمريكية والعديد من الشركاء الآخرين من قطاعات التعليم، والبحث، والصناعة المساهمة في البرنامج) في المراحل الأخيرة من تطوير صنف أقرب ما يمكن إلى الكستناء الأمريكية، مع دمج الجين المقاوم للآفات من الأنواع الآسيوية.  مع الأخذ في الاعتبار الميزة الإضافية المتمثلة في إمكانية زراعة أشجار الكستناء بسهولة عضويًا،  وبافتراض تطور العلامات التجارية في السوق وكل شيء آخر متساوٍ، فإن المنتجات المزروعة محليًا ستصل إلى أسعار أعلى من الواردات،[بحاجة لمصدر] الحجم الكبير الذي يشير إلى سوق ذات آفاق متوسعة.  اعتبارًا من عام 2008، يتراوح سعر الكستناء المباعة، طازجة بقشرتها، من 1.50 دولارًا للرطل (3.30 دولارًا للكيلوجرام) بالجملة إلى حوالي 5 دولارات للرطل (11 دولارًا للكيلوجرام) بالتجزئة، وهذا يعتمد بشكل أساسي على الحجم.  

#### أستراليا ونيوزيلندا
أدت حمى الذهب في خمسينيات وستينيات القرن التاسع عشر إلى أول عمليات زراعة مسجلة لأشجار الكستناء الأوروبية، التي جلبها المستوطنون من أوروبا.  على مر السنين، كانت معظم مزارع أشجار الكستناء من نوع C. sativa، والذي لا يزال النوع السائد. وبعضها لا يزال قائما حتى يومنا هذا. بعض الأشجار في شمال فيكتوريا يصل عمرها إلى حوالي 120 عامًا ويصل ارتفاعها إلى 60 مترًا. تنمو الكستناء جيدًا في جنوب غرب أستراليا، حيث الشتاء بارد والصيف دافئ إلى حار. اعتبارًا من عام 2008، يوجد في البلاد ما يقرب من 350 مزارعًا، ينتجون سنويًا حوالي 1200 طن متري من الكستناء، 80% منها تأتي من شمال شرق فيكتوريا. تُباع معظم المنتجات إلى سوق الفاكهة الطازجة المحلية. تكتسب الكستناء شعبية متزايدة في أستراليا ببطء. ومن المتوقع أن يزيد الإنتاج بشكل كبير خلال السنوات العشر القادمة، وذلك بسبب الزيادة في المزروعات التجارية خلال السنوات الخمس عشرة  إلى الخمس والعشرين الماضية.  من الواضح أن النوع الأكثر شيوعًا في أستراليا هو الكستناء الأوروبية، ولكن زُرعت أعداد صغيرة من الأنواع الأخرى، بالإضافة إلى بعض الأنواع الهجينة.  تنمو الكستناء اليابانية ( C. crenata ) بشكل جيد في الطقس الرطب والمبلل وفي الصيف الحار (حوالي 30 درجة فهرنهايت). °C)؛ وقٌدم إلى نيوزيلندا في أوائل القرن العشرين، وخاصة في منطقة الجزيرة الشمالية العليا. 

### بيئة الزراعة

#### المناخ ودورة الإنبات الموسمية
تنتج الكستناء محصولًا أفضل عندما تتعرض لدرجات حرارة منخفضة خلال فترة الخمول، وتعرضها للصقيع والثلوج أيضاً مفيد للأشجار.   النبات الخامل شديد التحمل للبرد في بريطانيا،  وفقًا لتصنيف الجمعية البستانية الملكية للصلابة H6، إلى -20 °م.  تتحمل الكستناء المنطقة 5 من وزارة الزراعة الأمريكية، والتي تبلغ −20 °ف (−29 °م) أقل في متوسط درجة الحرارة الدنيا من لندن في المنطقة 9.  ومع ذلك، فإن النمو الصغير في الربيع، حتى على النباتات الناضجة، يكون حساسًا للصقيع ؛   وتفتح البراعم في وقت متأخر مقارنة بمعظم أشجار الفاكهة الأخرى، لذلك يمكن أن يكون الصقيع المتأخر ضارًا بالبراعم الصغيرة. 
يمكن العثور على الأشجار على ارتفاعات تتراوح بين 200 و 1000 متر فوق مستوى سطح البحر؛  ويذكر البعض أنها تتراوح بين 300 و 759 متر فوق مستوى سطح البحر،  في حين يبلغ ارتفاع شجرة الكستناء المائة حصان الشهيرة على جبل إتنا 1200 متر.  يمكنهم تحمل التعرض البحري، على الرغم من انخفاض النمو. 
تنبت البذور في أواخر الشتاء أو أوائل الربيع،   ولكن مدة حياتها قصيرة. إذا حُفظت وهي رطبة، فيمكن تخزينها في مكان بارد لعدة أشهر، ولكن يجب فحصها بانتظام بحثًا عن علامات الإنبات.  تؤدي درجات الحرارة المنخفضة إلى إطالة فترة الخمول.  من الأفضل زراعتها بمجرد نضجها، إما في إطارات باردة ‏ أو أحواض بذور في الهواء الطلق،  حيث يمكن تركها في مكانها لمدة سنة إلى سنتين قبل زراعتها في أماكنها الدائمة،  أو في أواني، حيث يمكن وضع النباتات في أماكنها الدائمة في الصيف أو الخريف. يجب حمايتهم من البرد في شتائهم الأول،  وكذلك من الفئران والسناجب. 
تعتبر الكستناء معقمة ذاتيًا،   لذا يلزم وجود شجرتين على الأقل للتلقيح. 

#### متطلبات التربة
تنمو الكاستانيا بشكل أفضل في تربة ذات تصريف جيد ورطوبة كافية.   تفضل الشجرة التربة المنحدرة العميقة؛ ولا تحب التربة الضحلة أو الثقيلة ذات التربة الطينية غير المنفذة للماء.  تفضل الكستناء الصينية التربة الخصبة جيدة التصريف، ولكنها تنمو جيدًا في التربة الجافة أو الصخرية أو الفقيرة إلى حد ما. 
على الرغم من أن الكاستانيا يمكن أن تنمو في تربة حمضية للغاية،  وبينما تتحمل هذه التربة بشكل جيد إلى حد معقول، فإن النطاق المفضل يتراوح بين 5.5 إلى 6.0 درجة حموضة.  ولا تنمو جيدًا في التربة القلوية ، مثل الطباشير،   ولكنها تنمو في ما يشابه التربة المشتقة من الجرانيت، أو الحجر الرملي، أو الشست.  في التربة القلوية، يمكن زراعة أشجار الكستناء عن طريق تطعيمها على جذور البلوط. 
من الأفضل تجنب الأراضي التي طُهرت مؤخرًا للمساعدة في مقاومة تعفن الجذور ، Armillaria mellia . 

#### التعرض للشمش
تفضل أشجار الكستناء (Castanea) الأماكن المشمسة بالكامل. وأكدت تجربة أُجريت على شتلات C. dentata في أوهايو الحاجة إلى الشمس لتحقيق النمو الأمثل. يُطلى جذع الشجرة أحيانًا بطلاء أبيض لحمايتها من حروق الشمس حتى تطور مظلة كافية.
تساعد المسافات الواسعة بين الأشجار على تكوين تيجان منخفضة وعريضة مع أقصى تعرض لأشعة الشمس لزيادة إنتاج الفاكهة. في الأماكن التي تتلامس فيها أشجار الكستناء، لا تُنتج أي ثمار تقريبًا. يمكن أن تتراوح مسافات الزراعة الصناعية الحالية من 7 × 7 إلى 20 × 20 متر. تعني عمليات الزراعة الأقرب، والتي تحظى بشعبية أكبر، زيادات أسرع في الإنتاج على المدى القصير، ولكن يلزم التقليم الشديد أو حتى إزالة الأشجار لاحقًا. 

#### الري
المعدل الأمثل لهطول الأمطار لأشجار الكستناء هو 800 مـم (31 بوصة) أو أكثر، ومن الأفضل أن تُوزع بالتساوي على مدار العام. يُنصح بالتغطية خلال فصل الصيف. هطول الأمطار أقل من 700 مـم (28 بوصة) يجب أن يستكمل سنويًا، على سبيل المثال، بنظام الري بالتنقيط. يجب أن يؤدي هذا إلى ري التربة في النصف الخارجي من الدائرة التي شكلها خط التنقيط  لتشجيع نمو الجذور.
وبغض النظر عن هطول الأمطار السنوي، يوصى بسقي الأشجار الصغيرة على الأقل خلال فصل الصيف وأوائل الخريف.  بمجرد إنشائها، فإنها تقاوم الجفاف بشكل جيد.    

#### الحفظ
بالإضافة إلى استهلاكها طازجة، يمكن أيضًا تعليب الكستناء، أو هرسها، أو حفظها في السكر أو القطر. يجب تغطية المكسرات المقشرة والمطبوخة ووضعها في الثلاجة واستخدامها خلال 3-4 أيام. يمكن تجميد الكستناء المطبوخة، سواء كاملة أو مقطعة أو مهروسة، في حاوية محكمة الغلق وتخزينها لمدة تصل إلى 9 أشهر. بسبب محتواها العالي من الماء، ومعدلات النتح، وفقدان الوزن الناتج عن ذلك، تتفاعل الكستنتاء مثل الفواكه الطازجة (وليس كمكسرات). ويجب أن تبقى باردة في جميع الأوقات، بما في ذلك في المتاجر عند عرضها للبيع.  للحفاظ على نضارتها لعدة أشهر دون تبريد صناعي، يمكن نقع الكستناء في الماء البارد لمدة 20 ساعة تقريبًا بعد الحصاد مباشرة، وبعد ذلك تُجفف في الظل، ثم توضع في طبقات من الرمل الجاف. 
تتصرف الكستناء بشكل مشابه للبذور من حيث أنها تنتج القليل جدًا من الإيثيلين، ومعدل تنفسها منخفض، ويتراوح بين 5 و20٪. ملجم/(كجم·ساعة) حسب درجة الحرارة. 

#### الآفات

##### الثديات والطيور
- تقوم السناجب الرمادية بإزالة اللحاء من الشجرة عندما يبلغ عمرها حوالي ثماني سنوات فصاعدًا طوال عمر الشجرة. [59]
- يمكن للأرانب والولب أن تسبب ضررًا كبيرًا للأشجار الصغيرة، والتي تحتاج إلى حراسة بواسطة سياج أو لف جذع الشجرة بالسيزال أو مادة مناسبة أخرى. يمكن أن تكون الغزلان والكنغر أيضًا مصدر إزعاج. [59]
- قد تحتاج الماشية والخيول إلى سياج مؤقت لمنعها من إتلاف الكستناء المتساقطة في موسم الحصاد. [59]
- يمكن أن يتسبب طائر الكوكاتو ذو العرف الكبريتي في إتلاف فروع يصل قطرها إلى 10 ملم عن طريق إجراء "صيانة المنقار" على الأشجار الصغيرة. [59]
- يمكن أن تكون روزلة مزعجة في موسم الحصاد. [59]
- غالبًا ما تأكل الزبابات، والسناجب، والفئران، وغيرها من المخلوقات بذور الكستناء بعد أن تنبت خلال العام الأول وحتى الثاني من النمو. يتجنب بعض الأشخاص ذلك عن طريق إزالة بذور الكستناء من الساق. [57]

##### الحشرات
- Dryocosmus kuriphilus، المعروف بدبور الكستناء الغالي الشرقي، موطنه الأصلي الصين، ولكنه يُعد آفة غازية في أماكن أخرى. يهاجم ثمار الكستناء وتيدمرها، ويُعتبر أخطر آفات الكستناء عالميًا.[75]
- يرقات فراشة polyfag (Phytomyza horticola)[76] من بين الأنواع التي تسبب أكبر قدر من الضرر للأغصان والأوراق.[77]
- ومن الآفات الأكثر شيوعًا أرفية الشتاء (Operophtera brumata) ومعرية الشجر (Erannis defoliaria).[77]
- يتسبب سوس الخشب الدوار للبلوط (Attelabus nitens) في أضرار أقل نسبيًا من خلال لف الأوراق على شكل أسطوانة لتكون مأوى لبيضه ويرقاته النامية. تظهر هذه الحشرات في نهاية أبريل وحتى منتصف يونيو، وتلحق الضرر ببراعم زهور الأشجار خلال موسم تغذيتها.[78]
- تقوم يرقات عثة تعدين أوراق البلوط، والمعروفة أيضًا بعثة التشرية (Tischeria ekebladella)، بحفر أنفاق بيضاء وشفافة داخل أوراق الكستناء. تضع هذه الحشرات بيضها في الأوراق خلال مايو ويونيو. تتسبب اليرقات في ظهور بقع بيضاء على الأوراق نتيجة قضمها من الداخل.[78]
- أما حشرة المن البلوطي (Myzocallis castanicola)، فتتغذى عن طريق امتصاص القمم النامية للبتيلة والأوراق. هذه الحشرة موطنها أوروبا وأمريكا الشمالية، وهي، على سبيل المثال، نشطة في المجر. لا تؤدي هذه التغذية إلى التواء الأوراق، لكنها تؤخر نمو الأغصان وتضر بالمضيفين الصغار. تُستخدم المبيدات الحشرية في المزارع التجارية ودور الحضانة خلال فترة نمو الأغصان للحد من الأضرار.[78] وربما ينقل فيروس تبرقش الكستناء عبر حشرات المن من نوع M. castanicola.[79]
- غالبًا ما تتسبب سوسة الكستناء (Curculio elephas) في إتلاف الثمار. في المجر، تهاجم هذه السوسة بساتين الكستناء حوالي 20 أغسطس، خاصة في منتصف النهار وفي الطقس المشمس. يوضع البيض في الكؤوس أو بالقرب من مفاصل السويقات. تتغذى اليرقات على الثمار وتترك وراءها بقايا الثمار وروثها. أثناء نضوج الكستناء، تنسحب اليرقات إلى التربة بعد أن تحفر طريقها للخروج من الثمار. وفي يوليو التالي، تتحول إلى عذارى.
- لا تستطيع يرقات سوسة الكستناء حفر طريقها للخروج إلا من جوزة ساقطة، لذا يحدث التكاثر غالبًا حيث تُترك الكستناء على الأرض لفترة كافية، أو في الأشجار التي تنتج ثمارًا صغيرة بكميات كبيرة. يمكن الحد من أعداد اليرقات الساكنة خلال الشتاء من خلال توقيت الحصاد لجمع الكستناء بمجرد سقوطها. كما أن الحرث المنتظم للتربة يُعد غير ملائم لأنماط حياتها. تُرش المُطعمات الصغيرة بالمواد الكيميائية، وقد طُورت حماية تعتمد على الهباء الدافئ للأشجار الأكبر حجمًا بواسطة سيتر وبورخس في عام 1971. لا يُنصح بزراعة بساتين الكستناء بجانب غابات البلوط التركي، حيث أن كلا النوعين معرضان للإصابة بسوسة الكستناء، التي تستخدم أيضًا جوز البلوط التركي للنمو.[78]
- في المجر، تُعد العثة الأكثر شيوعًا التي تهدد أشجار الكستناء هي عثة البلوط (Laspeyreisa splendana) وأنواعها الفرعية. تُحدث يرقاتها الصفراء الرمادية أضرارًا مشابهة لأضرار سوسة الكستناء، لكنها تنسج شبكات مميزة بين بقايا الجوز وإفرازات اليرقات. تتسبب هذه العثة في حوالي 5-41% من الأضرار في مزارع غرب المجر. تحتاج هذه المزارع إلى حماية منتظمة ضد هذه العث، حيث لا يتناقص وجودها.[78]
- في نيوزيلندا، تتغذى خنفساء العشب على الأوراق الطرية خلال الموسم الجديد. يمكن أن تُجرد الأشجار الصغيرة تمامًا في أواخر الربيع، حيث تطير هذه الخنافس عند الغسق بأعداد هائلة في كثير من الأحيان.[80]

#### الأمراض

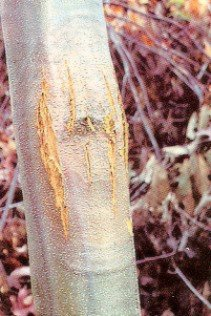
مرض الكستناء

- فطر لفحة الكستناء (Cryphonectria parasitica) (سابقًا Endothia parasitica) يؤثر على أشجار الكستناء. الأنواع الشرقية الآسيوية تطورت بالتزامن مع هذا المرض، وهي مقاومة له بدرجات تتراوح بين المتوسطة إلى العالية، بينما الأنواع الأوروبية والأمريكية الشمالية، التي لم تتعرض له سابقًا، تفتقر إلى المقاومة أو لديها مقاومة ضعيفة للغاية.[31] في أوائل القرن العشرين، دمر مرض لفحة الكستناء حوالي أربعة مليارات شجرة كستناء أمريكية، مما قلل من أهمية هذه الشجرة التي كانت الأكثر أهمية على الساحل الشرقي إلى وجود ضئيل.[81] كما أن أشجار chinkapins الأمريكية شديدة التأثر بلفحة الكستناء. أما الكستناء الأوروبية والغربية الآسيوية، فهي عرضة للإصابة ولكن بدرجة أقل من الأنواع الأمريكية.[31] الأنواع المقاومة (لا سيما الكستناء اليابانية والصينية، وكذلك كستناء سيغوين وكستناء هنري) قد استُخدمت في برامج التهجين في الولايات المتحدة لإنشاء هجين مقاومة للأمراض.[31]
- حفار اللحاء Spulerina simploniella (فصيلة حرشفيات الأجنحة: Gracilariidae) عُثر عليه في أشجار الكستناء المدارة بشكل مكثف في اليونان، ولكنه غير موجود في البساتين. قد تكون اليرقات (والأمطار) عوامل لنشر المرض. تحفر اليرقات تحت الطبقة الرقيقة من لحاء الأشجار الصغيرة التي تصل أعمارها إلى 10 سنوات، بينما لا يزال اللحاء أملسًا. قد تتسبب الأمطار خلال فترة التشرنق (حوالي الأسبوع الأخير من مايو والأسبوعين الأولين من يونيو) وأفعال اليرقات في اتصال الأبواغ مع النسيج الوعائي اللحائي المكشوف حديثًا، مما يؤدي إلى ظهور تقرحات.[82]
- مرض الحبر يظهر أيضًا في عدد من النباتات الأخرى. يهاجم المرض أنسجة اللحاء والطبقة الكامبيومية في الجذور وقواعد الجذع على ارتفاع حوالي 10-20 سم فوق سطح الأرض. تتسبب العدوى الرطبة في تعفن الأنسجة. سُمّي المرض بـ"الحبر" بسبب اللون الأسود الناتج عن أكسدة حمض التانيك بعد تسربه، لكن هذا العرض ليس خاصًا بهذا المرض فقط. يمكن أن يظهر نفس اللون الأسود بسبب أنواع أخرى من التعفن أو الإصابات الميكانيكية التي تتسبب في تسرب السوائل، والتي قد تتأكسد عند ملامسة الهواء. مع بعض الأمراض الفطرية، لا يُنتج حمض التانيك. مع مرض الحبر، تصفر الأوراق وتسقط لاحقًا، وتبقى الثمار صغيرة وتسقط الجوزات بشكل مبكر. في الحالات الحادة، يؤدي تعفن الجذور إلى جفاف الأشجار وذبولها.[78] يسبب المرض كل من Phytophthora cambivora وPhytophthora cinnamomi.[83]
- مرض الفايتوفثورا هو أقدم الأمراض المعروفة التي تصيب أشجار الكستناء وتؤدي إلى موتها. من بين الممرضين الرئيسيين لهذا المرض، تُعُرِّف على الفايتوفثورا كامبيفورا في الكستناء الأوروبي منذ عام 1971. أما الفايتوفثورا سينامومي فقد اكتُشف في أشجار الكستناء في الولايات المتحدة عام 1932. يتسبب كلاهما في ظهور أعراض متشابهة. ومنذ ذلك الحين، تبين أنهما موجودان أيضًا في معظم البلدان الأوروبية التي تزرع الكستناء. يصعب التمييز بين العاملين الممرضين، وتبدو المواد الكيميائية ذات فعالية محدودة. وتفرض العديد من الدول قواعد وقائية صارمة للحد من انتشار هذا المرض.[78]
- يمكن أن يصيب الفطر Melanconis modonia الأشجار من خلال الجروح، مما يؤدي إلى ما يُعرف بـ"موت اللحاء". أُبلغ عن هذه الإصابة لأول مرة في المجر بواسطة هاوسز في عام 1972. لا تشكل الأضرار أهمية كبيرة في الأشجار القديمة أو القوية، لكنها تؤثر على الطعوم الصغيرة في المشاتل. يُعتبر الفطر Coryneum perniciosum، وهو أحد الشكلين المشابهين للكونيديا لهذا الفطر، من العوامل التي تظهر على جميع الأجزاء الخشبية المتحللة من شجرة الكستناء. تشبه أعراض الإصابة على جذوع الأشجار الصغيرة ذات اللحاء الأملس تلك الخاصة بفطر آفة الكستناء Cryphonectria، ولهذا السبب اُعتقد بشكل خاطئ باستمرار أنه العامل المسبب لمرض الحبر. في حالة الإصابة بـ Melanconis، يغرق اللحاء ويتحول إلى درجات بنية-حمراء، مع ظهور أجسام كونيدية سوداء متعددة الخلايا شبيهة بالعدس ومخاريط سوداء ثايلاكلويدية تخترق اللحاء. ومع ذلك، بخلاف Cryphonectria، لا تظهر أجسام ثمرية برتقالية اللون. تتمثل الوقاية أساسًا في الحفاظ على الأشجار بحالة جيدة؛ كما أن بعض الإجراءات الوقائية ضد Cryphonectria تساعد أيضًا في منع موت اللحاء الناتج عن Melanconis.[78]
- فيروس الفسيفساء الكستناء يُحتمل أن ينتقل عن طريق حشرة المن Myzocallis castanicola.[79]
- عفن الجذور يسببه الفطر Armillaria mellia. عند زراعة الكستناء، يُفضل تجنب الأراضي التي طُهرت حديثًا للحد من خطر هذا الفطر،[84] حيث ينتشر بشكل أكبر في أنواع التربة الثقيلة والسيئة التصريف.[80]قرحة الكستناء

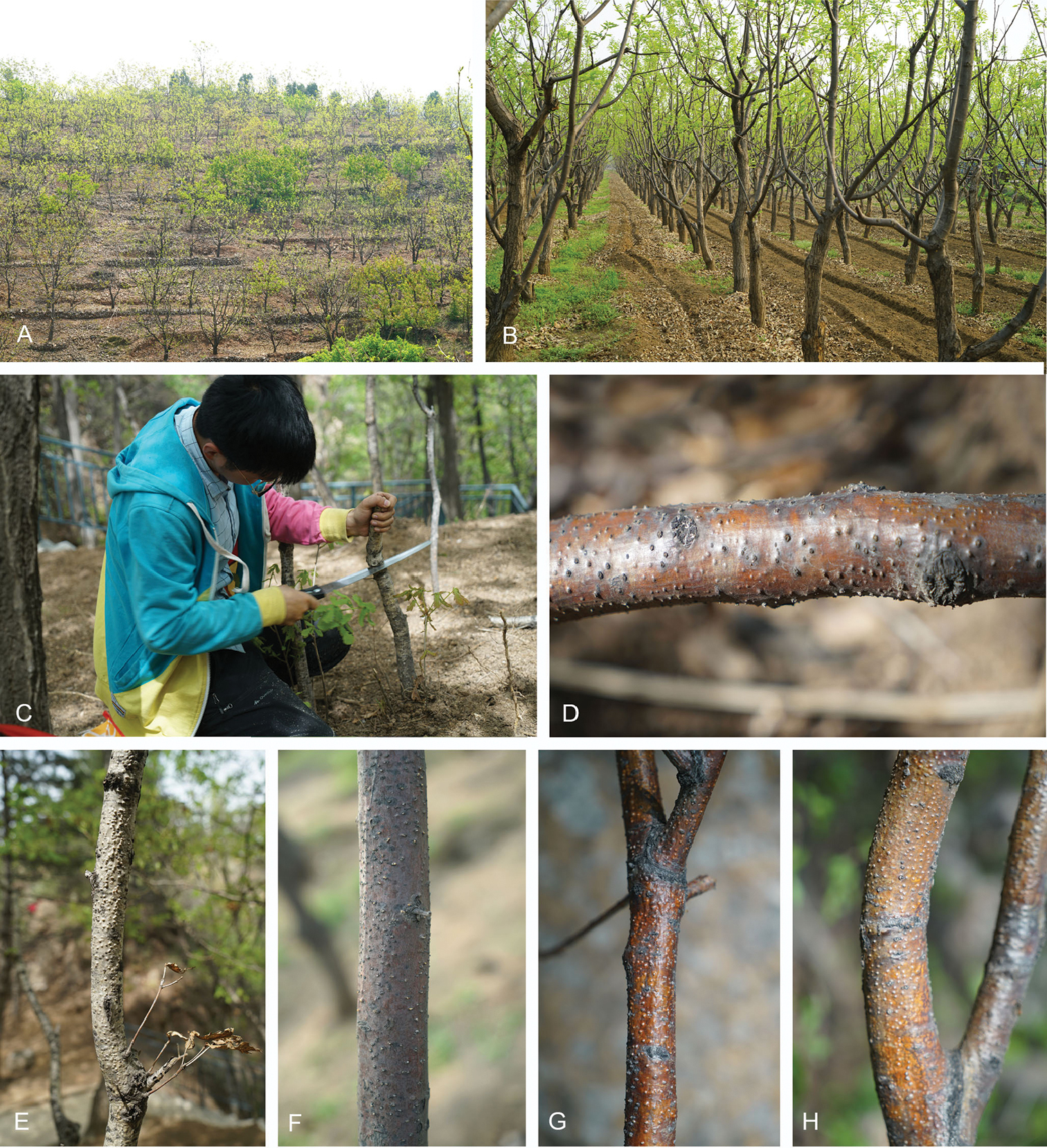
قرحة الكستناء

- بقعة الأوراق  [لغات أخرى]‏ هي المرض الأكثر شيوعًا لأشجار الكستناء ( Mycosphaerella maculiformis ). يُعرف باسم مرض بقعة أوراق سيليندروسبوريوم ، بعد شكل أبواغه الصيفية سيليندروسبوريوم كاستاني . تقضي مسببات الأمراض فصل الشتاء في البقع البيضاء على الأوراق المتساقطة. وفي فصل الربيع، فإنه يعيد إصابة الأوراق الجديدة. تظهر على الأوراق في شهر يونيو أو بالقرب منه بقع بيضاء صغيرة، والتي تنمو وتتحول إلى اللون البني مع مرور الوقت. وفي نهاية الصيف، تغطي البقع الورقة بالكامل، ويتحول لونها إلى الأصفر. في الطقس الممطر والرطب مع التقلبات الكبيرة في درجات الحرارة، تفقد الشجرة أوراقها. إذا كان شهر أغسطس جافًا ودافئًا، فإن الأوراق المصابة تتجعد، وتلتف الشرايين، وتجف الأوراق الميتة على الشجرة حتى تتساقط أوراقها. يتكرر هذا الأمر سنويًا، على الرغم من أن مدى الضرر يختلف من عام إلى آخر. بعض الأنواع أكثر مقاومة من غيرها. [85]
- يعد العفن البلوطي من بين العديد من أمراض أوراق الشجر ذات الأهمية الأقل بالنسبة لزراعة الكستناء الأوروبية. يصيب معظم الأشجار ( Microsphaera alphitoides ). تعاني الأشجار الصغيرة أكثر من غيرها، حيث تصبح براعمها قصيرة المفاصل، ويتأخر نموها، وتصبح حساسة لقضمة الصقيع. في الأشجار الأكبر سنا، يصيب الفطر عادة طرف البراعم فقط. تدخل مسببات الأمراض في حالة سبات في البراعم وتصيب الأوراق من هناك. ينمو الفطر على سطح الأوراق، ولا يظهر على شكل طبقة إلا في منتصف الصيف. يتباطأ نمو الأوراق المصابة أو يتوقف، وتتقلص المسافة بين أوعيتها، وتصبح الأوعية نفسها مجعدة. [85]
- في حالة تعفن التخزين، فإن كسر الخصلة يوفر المدخل الأكثر شيوعًا للأبواغ الفطرية أثناء التخزين. فطر سيبوريا  [لغات أخرى]‏، الأكثر انتشارًا، يجعل اللُب أسودًا وإسفنجيًا. ومن المعروف أيضًا وجود فطريات أخرى، مثل Rhizopus و Fusarium و Colletotrichum .[20] في الكستناء، قد تسمى أعراض مرض كوليتوتريكوم أيضًا بتعفن نهاية الزهرة. قد يكون تحول لون براعم الكستناء إلى اللون البني في نهاية الزهرة هو العلامة الأولى في شهر أغسطس. في وقت الحصاد، يشير اسوداد الطرف المدبب من قشرة الكستناء واللب إلى وجود عدوى. قد يختلف مدى الاسوداد. يمكن أن يتراوح اللون من طرف أسود بالكاد مرئي للنواة إلى أن يصبح الجوز بأكمله أسود اللون. تظل أجزاء نواة الجوز التي لا يتغير لونها صالحة للأكل. [64]
- يمكن أن يحدث مرض قرحة الكستناء بسبب فطريات من جنس Dendrostoma . [86]

### التقليم
يُنتج معظم خشب الكستناء عن طريق أنظمة تنسيغ، حيث تُقطع على فترات متناوبة مدتها 12 عامًا لتوفير أخشاب صغيرة لا تنقسم بشكل سيئ مثل جذوع الأشجار الكبيرة.  في جنوب إنجلترا (وخاصة في كينت)، كانت تُزرع الكستناء الحلوة تقليديا على شكل غابات صغيرة، حيث يتم إعادة قطعها كل 10 سنوات أو نحو ذلك بالتناوب لصنع الأعمدة المستخدمة كحطب للتدفئة والمبارزة (أعمدة السياج وسياج الكستناء).

### الإدارة المستدامة للغابات
تعد الطبقة السفلى من الغابات الصنوبرية من التربة الممتازة المخصبة، وتتضمن الإدارة المستدامة للغابات المزيد من الزراعات المختلطة ذات الكفاءة المثبتة، على عكس الزراعة الأحادية. وقد قامت دراسة قدمت في عام 1997 بتقييم الزيادة المحتملة في الإنتاجية بشكل إيجابي في المزارع المختلطة، مقارنة بالمزارع التي تحتوي على نوع واحد فقط. تزداد القيم الإجمالية للعائد النسبي للزراعات المختلطة بشكل مطرد مع مرور الوقت. تستجيب C. sativa بشكل جيد للضغوط التنافسية من Pseudotsuga menziesii، والتي تظهر أيضًا إنتاجية أعلى.  يمكن تحقيق أفضل النتائج من خلال زراعة شتلات C. dentata في جهود إعادة التحريج في ولاية أوهايو من خلال زراعتها في أماكن بها القليل من الغطاء الأرضي الشجري أو لا يوجد بها غطاء أرضي شجري على الإطلاق، بسبب الحاجة إلى الضوء. 

### الإنتاج
في عام 2020، بلغ الإنتاج العالمي من الكستناء المزروعة 2,322 طنًا ، بقيادة الصين بنسبة 75% من الإجمالي (الجدول).
| إنتاج الكستناء – 2020                                     | إنتاج الكستناء – 2020 |
| دولة                                                      | (آلاف الأطنان )       |
| --------------------------------------------------------- | --------------------- |
| الصين                                                     | 1,743.4               |
| إسبانيا                                                   | 188.7                 |
| تركيا                                                     | 76.0                  |
| كوريا الجنوبية                                            | 54.4                  |
| إيطاليا                                                   | 49.7                  |
| البرتغال                                                  | 42.2                  |
| عالم                                                      | 2,321.8               |
| المصدر: قاعدة بيانات منظمة الأغذية والزراعة للأمم المتحدة |                       |

## استهلاك

### القيمة الغذائية
تختلف الكستناء عن المكسرات المعتادة في الطهي، حيث تحتوي على القليل من البروتين أو الدهون؛ وتأتي السعرات الحرارية الخاصة بها بشكل رئيسي من الكربوهيدرات. توفر ثمار الكستناء الطازجة حوالي 820 كـجول (200 ك.سعرة) من الطاقة الغذائية لكل 100 غم من الأجزاء الصالحة للأكل، وهو أقل بكثير من الجوز واللوز والمكسرات الأخرى والفواكه المجففة (حوالي 2,500 كـجول أو 600 ك.سعرة . لكل 100 غم)   
في بعض المناطق، تسمى أشجار الكستناء الحلوة "أشجار الخبز".   عندما تبدأ الكستناء في النضج، تكون الثمار نشوية في الغالب وتكون صلبة عند ضغطها بإصبع بسبب محتوى الماء العالي. عندما تنضج الكستناء، يتحول النشا ببطء إلى سكريات، وينخفض محتوى الرطوبة. عند الضغط على الكستناء الناضجة، يمكن الشعور بـمرونة طفيفة؛ حيث يصبج القشر أقل توتراً، ويحدث فراغ بين لُب الثمرة وبينها. 
تحتوي الكستناء النيئة على 60% من الماء، و44 غرامًا من الكربوهيدرات، وغرامين من البروتين، وغرامًا واحدًا من الدهون، وتوفر 200 سعرة حرارية في كمية مرجعية تبلغ 100 غرام. تحتوي الكستناء على بعض فيتامينات بي والمعادن الغذائية بمحتوى كبير
إن محتواها من الكربوهيدرات يقارن بمحتواها من القمح والأرز.  تحتوي الكستناء على ضعف كمية النشا الموجودة في البطاطس على حالتها الحالية.  تحتوي على حوالي 8% من السكريات المختلفة، وخاصة السكروز، والجلوكوز، والفركتوز، وبكميات أقل، الستاكيوز، والرافينوز، والتي تُخمر في الأمعاء السفلية، مما ينتج الغازات. 
تُعد الكستناء من بين المكسرات القليلة التي تحتوي على فيتامين سي، بنسبة 48% من القيمة اليومية في حصة تبلغ 100 غرام. تنخفض كمية فيتامين سي بنحو 40% عند التسخين (عادةً ما ينخفض الفيتامين أو يتلف في الأطعمة الساخنة). تحتوي الكستناء الطازجة على حوالي 52% من الماء من حيث الوزن، والذي يتبخر بسرعة نسبية أثناء التخزين. يمكنهم خسارة ما يصل إلى 1% من وزنهم في يوم واحد عند سن 20 عامًا. درجة مئوية (68 °F) ورطوبة نسبية 70%. 
| المكونات             | الكميات | مقارنة مع تفاحة |
| -------------------- | --- | --------------- |
| بروتين               | about 3 g/100g to 4 g/100g. | 0.2 g/100g.     |
| دهنيات               | from less than 2 g/100g to 2.6 g/100g. No cholesterol                                                                                        | 0.1 g/100g.     |
| سكريات – نشا         | 28 g/100g to 44 g/100g. They contain twice as much starch as the potato.                                                                     | xx              |
| سكريات – سكر انحلالي | 8.1 g/100g in soluble سكر، سكر أحاديs and سكر ثنائيs, mainly سكروز، جلوكوز، فركتوز, and, in less amount, ستاكيوز, and raffinose. 3.3 g/100g. | 1.0 g/100g.     |
| مجموع السكريات       | 32.1 g/100g. | 14.0 g/100g.    |
| رماد                 | 1 g/100g. | xx              |
| ألياف غذائية         | 20 g/100g ou 14.9 g/100g. | 0.1 g/100g.     |
| ماء                  | High water content: superior to 52%. | 84.8%.          |
| حديد                 | 1 mg/100g to 1.2 mg/100g. 0.7 mg/100g. | 0.3 mg/100g.    |
| زنك                  | 0.4 mg/100g. | 88 mg/100g.     |
| نحاس                 | mentioned. | xx              |
| منغنيز               | mentioned. | xx              |
| فوسفور               | 85 mg/100g to 89 mg/100g. | xx              |
| بوتاسيوم             | 500 mg/100g. 468 mg/100g. | 110 mg/100g.    |
| مغنسيوم              | mentioned. | xx              |
| كبريت                | mentioned. | xx              |
| صوديوم               | mentioned. 1.1 mg/100g. 0.8 mg/100g. | 1.0 mg/100g.    |
| كالسيوم              | 38 mg/100g to 40 mg/100g. 17.6 mg/100g. | 7.0 mg/100g.    |
| فيتامين بي1          | mentioned. (anti-beriberic, or aneurin, or فيتامين ب1) 0.22 mg/100g.                                                                         | xx              |
| فيتامين بي2          | mentioned. (فيتامين ب2) 0.35 mg/100g. | xx              |
| فيتامين بي3          | (nicotinic acid, نياسين or orniacin) 1.4 mg/100g.                                                                                            | xx              |
| فيتامين ج            | 50 mg/100g, as much as in the lemon. | xx              |

### الطهي

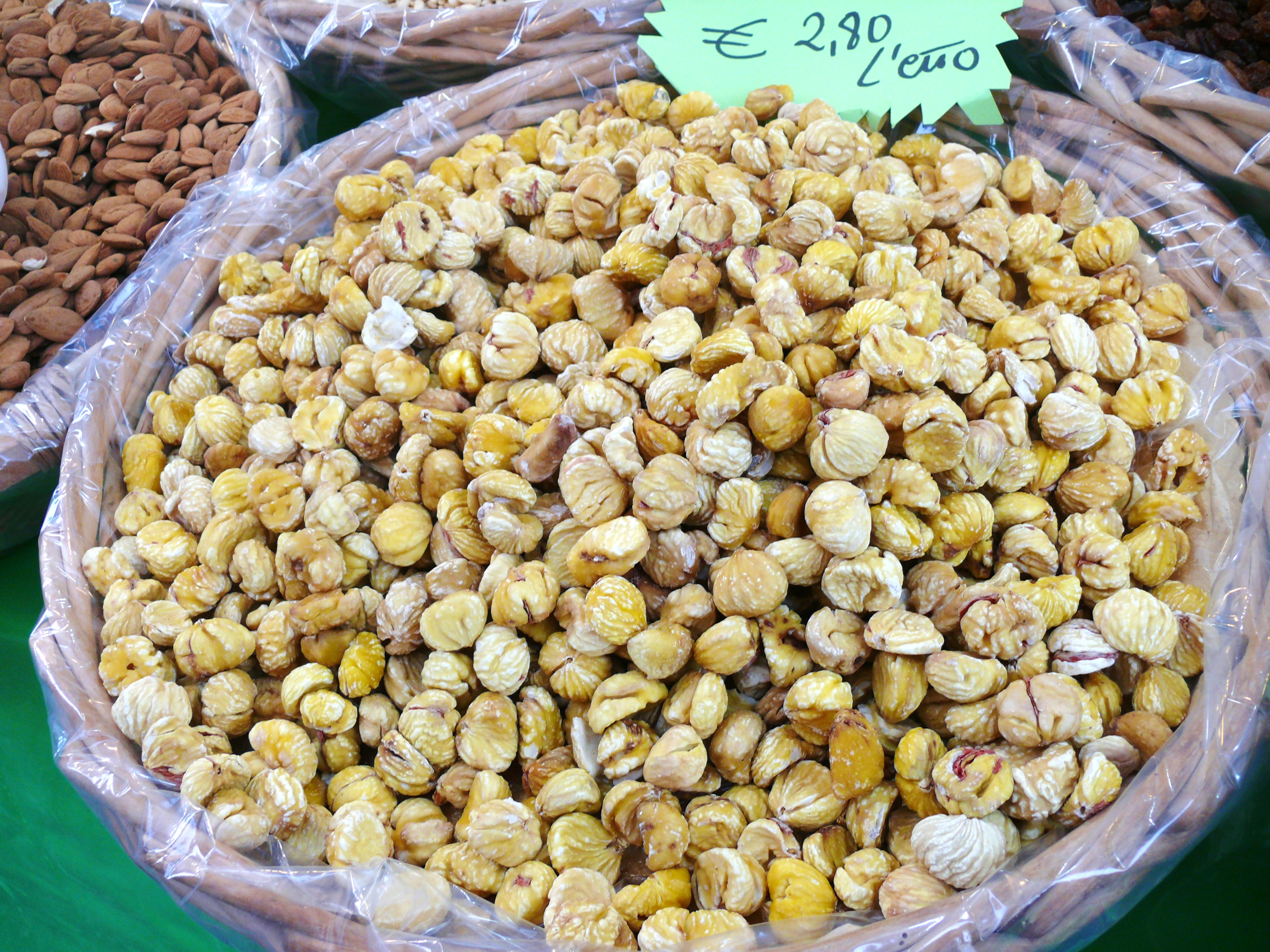
الكستناء المجففة في جنوب إيطاليا

يمكن تقشير الثمرة وتناولها نيئة، ولكنها قد تكون قابضة إلى حد ما، خاصة إذا لم تُزل القشرة الخارجية. 
هناك طريقة أخرى لتناول الفاكهة وهي التحميص، والتي لا تتطلب تقشير. تتطلب عملية التحميص تقطيع الثمرة مسبقًا لمنع انفجارها بسبب التوسع. بمجرد طهيها، يصبح قوامها مشابهًا قليلاً لقوام البطاطس المخبوزة، مع نكهة رقيقة، وحلوة، وجوزية.    هذه الطريقة في التحضير شائعة في العديد من البلدان، حيث يمكن طهي الكستناء المقطوعة مخلوطة بالقليل من السكر.
يمكن تجفيف الكستناء وطحنها حتى تتحول إلى دقيق، والذي يمكن استخدامه بعد ذلك في تحضير الخبز، والكعك، والفطائر، والفطائر المحلاة، والمعكرونة، والعصيدة  (المعروفة في كورسيكا باسم بوليندا)، أو استخدامها كمكثف لليخنات، والحساء، والصلصات. يمكن تحضير كعكة الكستناء باستخدام دقيق الكستناء.  يمكن أن يكون الدقيق ذو لون بيج فاتح مثل الدقيق الموجود في Castagniccia، أو أغمق في مناطق أخرى.  إنه حل جيد لتخزين الأطعمة المغذية لفترة طويلة.  يمكن أن يظل خبز الكستناء طازجًا لمدة تصل إلى أسبوعين.
يمكن أيضًا تناول ثمار الكستناء مسلوقة، أو مطهوة على البخار، أو مقلية، أو مشوية، أو محمصة في وصفات حلوة أو مالحة. يمكن استخدامها لحشو الخضروات، والدواجن، والأسماك، وغيرها من الأطعمة.  وهي متوفرة طازجة، أو مجففة، أو مطحونة، أو معلبة (كاملة أو مهروسة).

### الأعلاف والفضلات الحيوانية
في كثير من الأحيان تُضاف الكستناء إلى علف الحيوانات. تُنقع أولاً في ماء الليمون لإزالة الطعم المر، ثم تُطحن وتُخلط مع العلف العادي. وتستخدم أيضًا طرق أخرى للتحضير. وتُعطى للخيول والأبقار في الشرق. الأوراق ليست عرضة للأكل بواسطة الحشرات مثل أوراق البلوط، كما تستخدم أيضًا كعلف. 

### الخشب

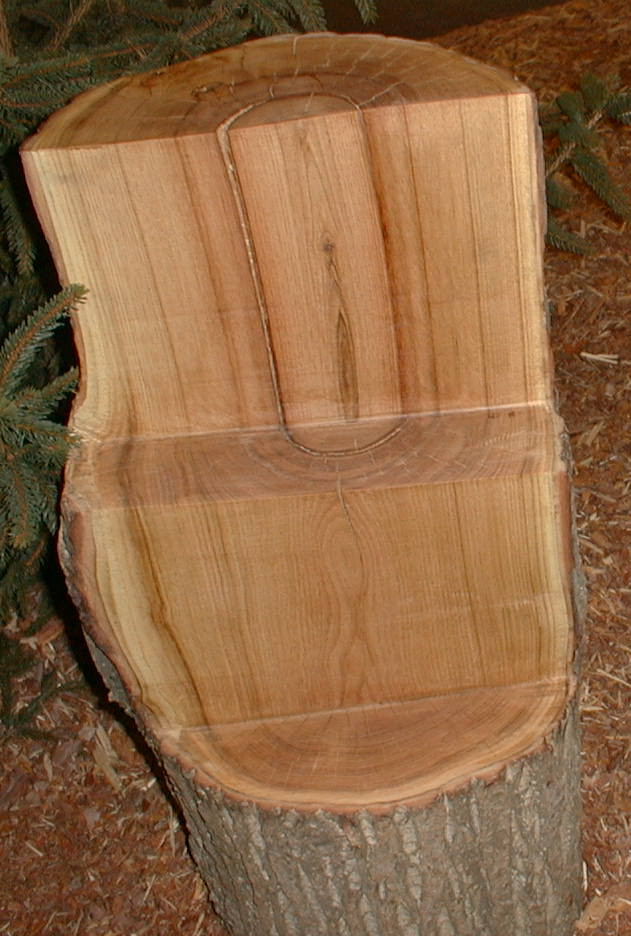
خشب الكستناء: لاحظ الانقسام في الجزء العلوي من الجذع.

ينتمي خشب الكستناء إلى نفس عائلة خشب البلوط، كما يحتوي خشبه على العديد من التانينات.  وهذا يجعل الخشب متينًا للغاية،  ويمنحه مقاومة خارجية طبيعية ممتازة،  ويوفر الحاجة إلى معالجة وقائية أخرى. كما أنه يتآكل الحديد ببطء، على الرغم من أن النحاس، أو النحاس الأصفر، أو المعادن غير القابلة للصدأ لا تتأثر.
خشب الكستناء هو خشب زخرفي. لونه بني فاتح، ويُخلط أحيانًا مع خشب البلوط. الملمس في الخشبين متشابه.  عندما تكون شجرة الكستناء في مرحلة النمو، مع كمية قليلة جدًا من خشب النسغ، فإنها تحتوي على المزيد من الخشب ذي الجودة المتينة مقارنة بشجرة البلوط ذات الأبعاد نفسها. لقد ثبت أن خشب الكستناء الصغير أكثر متانة من خشب البلوط في الأعمال الخشبية التي يجب أن تكون جزئيًا في الأرض، مثل الأوتاد والأسوار.
بعد تحقيق معظم النمو، يميل خشب الكستناء القديم إلى الانقسام والانحناء عند الحصاد. لا يصبح الخشب صلبًا ولا قويًا مثل خشب البلوط. كانت شجرة الكستناء الأمريكية C. dentata بمثابة مصدر مهم للأخشاب، لأنها تحتوي على جذوع طويلة وغير متفرعة.  في بريطانيا، كانت الكستناء تُستخدم سابقًا دون تمييز مع خشب البلوط في بناء المنازل، وأعمال النجارة، والأثاث المنزلي.  وتنمو الكستناء بحرية في بريطانيا لدرجة أنها كانت تعتبر لفترة طويلة نوعًا محليًا حقيقيًا، ويرجع ذلك جزئيًا إلى الاعتقاد الخاطئ بأن سقف قاعة وستمنستر ومجلس النواب في إدنبرة ‏ مبنيان من خشب الكستناء. ومع ذلك، يفقد خشب الكستناء الكثير من متانته عندما يتجاوز عمر الشجرة 50 عامًا، وعلى الرغم من معدل النمو السريع للكستناء المحلية، فإن الخشب المستخدم في هذين المبنيين أكبر بكثير من محيط شجرة كستناء عمرها 50 عامًا. وقد ثبت أن أسطح هذه المباني مصنوعة من خشب السنديان الصخري، الذي يشبه إلى حد كبير خشب الكستناء في التجزع واللون. 

### الجلد

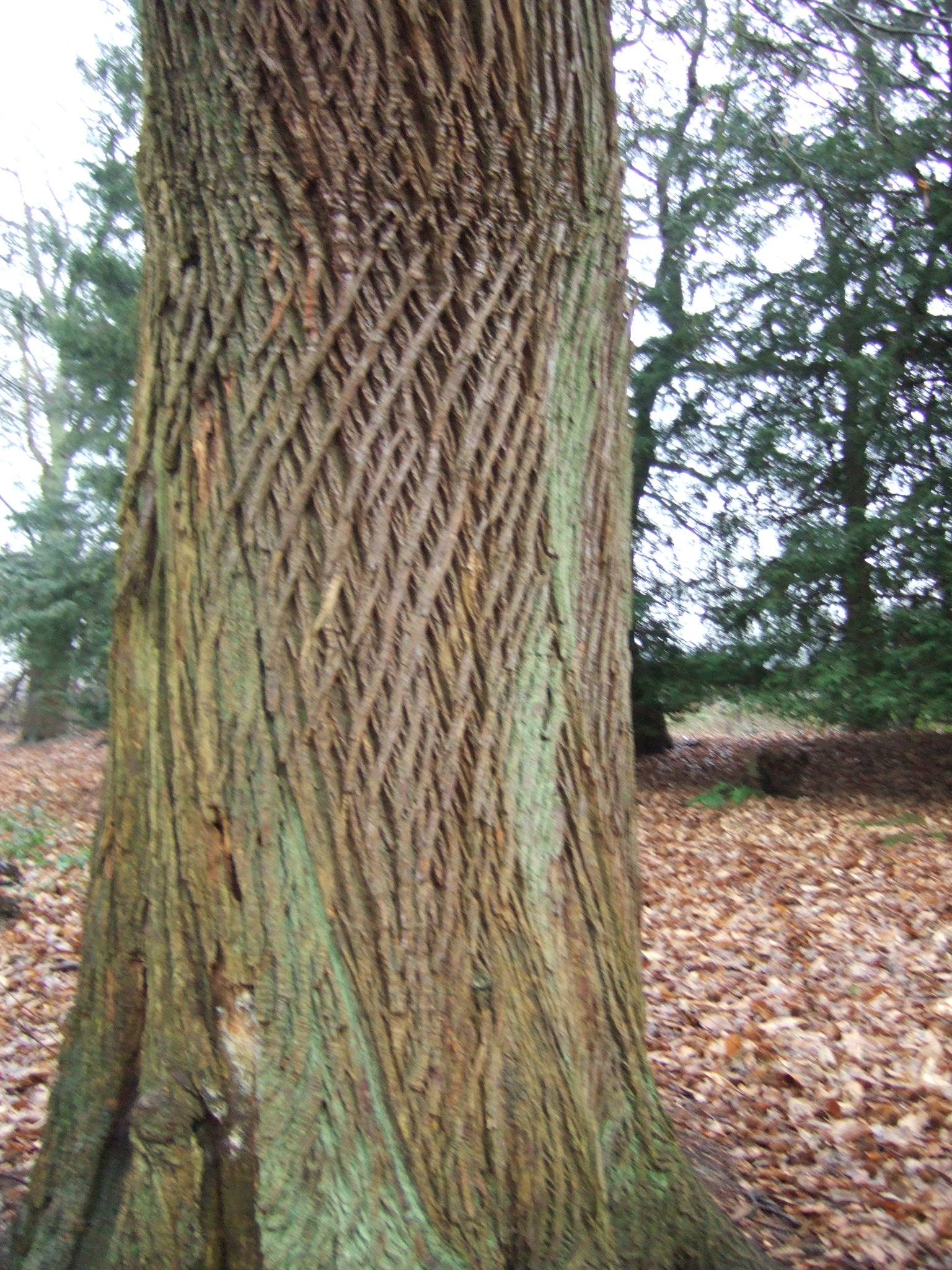
لحاء شبكي الشكل..كستناء حلو

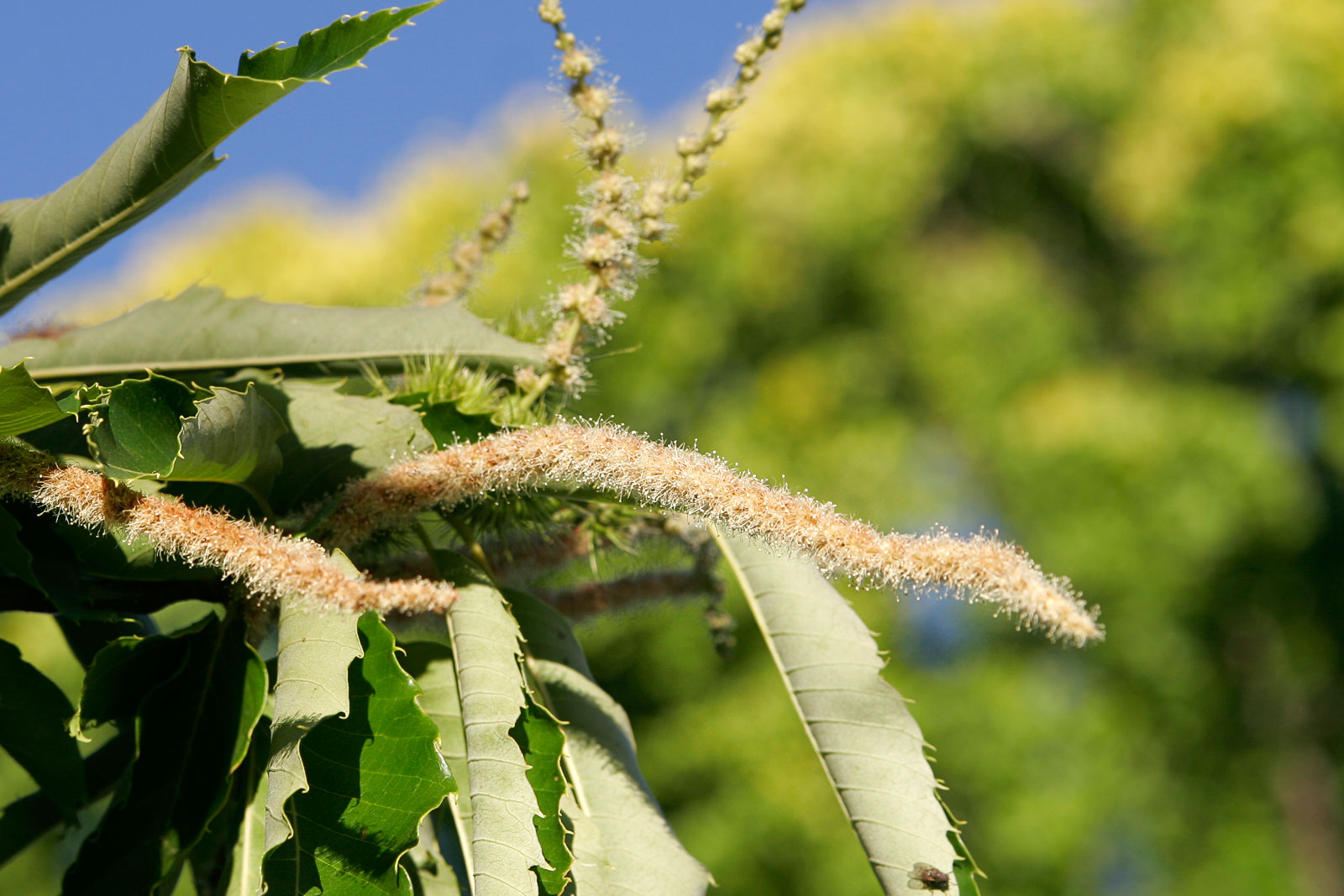
ذكر عسيل الصفصاف Castanea sativa (برتقالي شاحب) وأنثى القطكين (أخضر، شوكي، مخفي جزئيًا بأوراق الشجر)

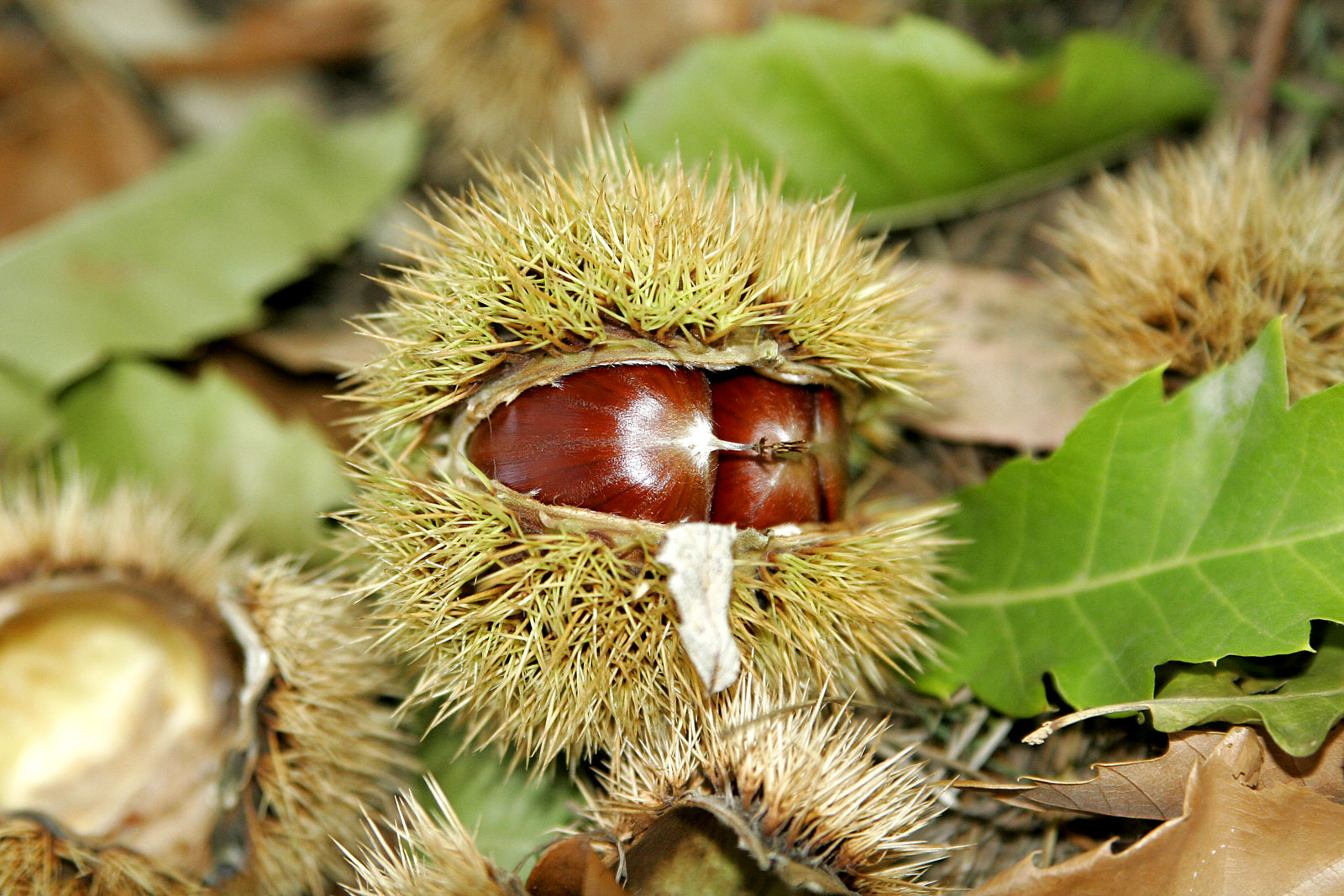
الكستناء يمكن العثور عليها من حول الأشجار

يعد خشب الكستناء مصدرًا مفيدًا للتانين الطبيعي وكان يستخدم في دباغة الجلود قبل إدخال التانين الصناعي.  على أساس رطوبة 10%، يحتوي اللحاء على 6.8% من التانين والخشب 13.4%.  يضفي اللحاء لونًا داكنًا على التانين، ويحتوي على نسبة سكر أعلى، مما يزيد من نسبة المواد غير القابلة للذوبان أو الشوائب في المستخلص؛ لذلك لم يُستعمل لهذا الاستخدام.  يُحصل على تانين الكستناء بطريقة الاستخلاص بالماء الساخن من الخشب المقطوع. وهو عبارة عن تانين إيلاجي ومكوناته الرئيسية هي الكاستالاجين (14.2٪) والفيسكالاجين (16.2٪).  
ويمتلك قيمة أس هيدروجيني منخفضة بشكل طبيعي، ومحتوى أملاح منخفض نسبيًا، ومحتوى أحماض مرتفع. وهذا يحدد مدى قابضيته وقدرته على تثبيت الجلود الخام. تجعل هذه الخصائص مستخلص الكستناء مناسبًا بشكل خاص لدباغة الجلود الثقيلة وإنتاج النعال الجلدية للأحذية عالية الجودة على وجه الخصوص. من الممكن الحصول على جلد ذو إنتاجية عالية في الوزن، ويكون مضغوطًا وثابتًا ومرنًا ومقاومًا للماء. الجلود المدبوغة باللون الكستنائي مرنة، ومقاومة للضوء، ومقاومة للجر والتآكل، ولها لون دافئ.   تانين الكستناء هو أحد فئة التانينات بيروغالول (المعروفة أيضًا باسم التانين القابل للتحلل المائي ‏ ). نظرًا لأنه يميل إلى إعطاء لون بني للجلد، فإنه يستخدم غالبًا مع الكيبراتشو، والمستحية، والتارا، والميرابولان، والفالونيا.
ويبدو أن الخشب يصل إلى أعلى محتوى من التانين بعد أن تصل الأشجار إلى عمر 30 عامًا. يحتوي خشب الكستناء في جنوب أوروبا عادةً على ما لا يقل عن 10 إلى 13% أكثر من التانين من أشجار الكستناء في المناخات الشمالية.

### استخدامات أخرى
يمكن تبييض قماش الكتان باستخدام دقيق الكستناء.  تُعتبر أوراق وقشور الثمار (القشرة والطبقة الخارجية) شامبوًا للشعر.  
يمكن استخدام تانينات الكستناء القابلة للتحلل المائي لاستبدال الفينول جزئيًا في إنتاج المواد اللاصقة المصنوعة من الراتنج الفينولي  وأيضًا للاستخدام المباشر كراتينج.
أُدرجت براعم الكستناء كواحدة من 38 مادة تستخدم في تحضير علاجات زهرة باخ، وهو نوع من الطب البديل يُروج له لتأثيره على الصحة. ومع ذلك، وفقًا لمؤسسة أبحاث السرطان في المملكة المتحدة، "لا يوجد دليل علمي يثبت أن علاجات الزهور يمكنها السيطرة على أي نوع من الأمراض أو علاجه أو منعه، بما في ذلك السرطان". 

## عينات جديرة بالملاحظة
- شجرة كستناء مائة حصان على جبل إتنا ، 57.9 م (190 (محيطها 64 مترًا في عام 1883) [67]
- كستناء تورتوورث . 15.8 متر (52 يبلغ محيطها (1.5 مترًا) في عام 1776، عندماوُصفت بأنها "أكبر شجرة في إنجلترا" [105]

## صور إضافية

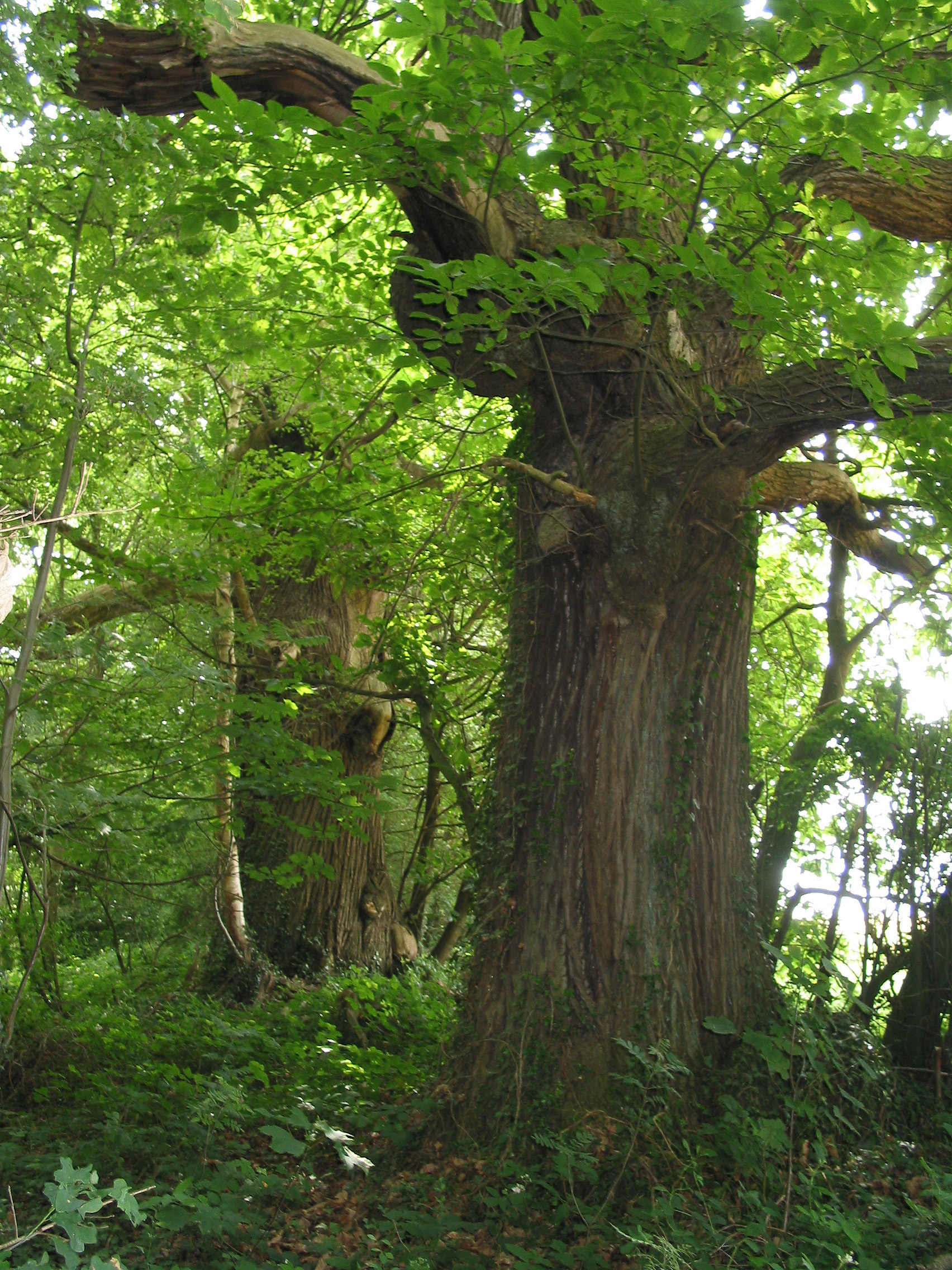
A شجرة الكستناء
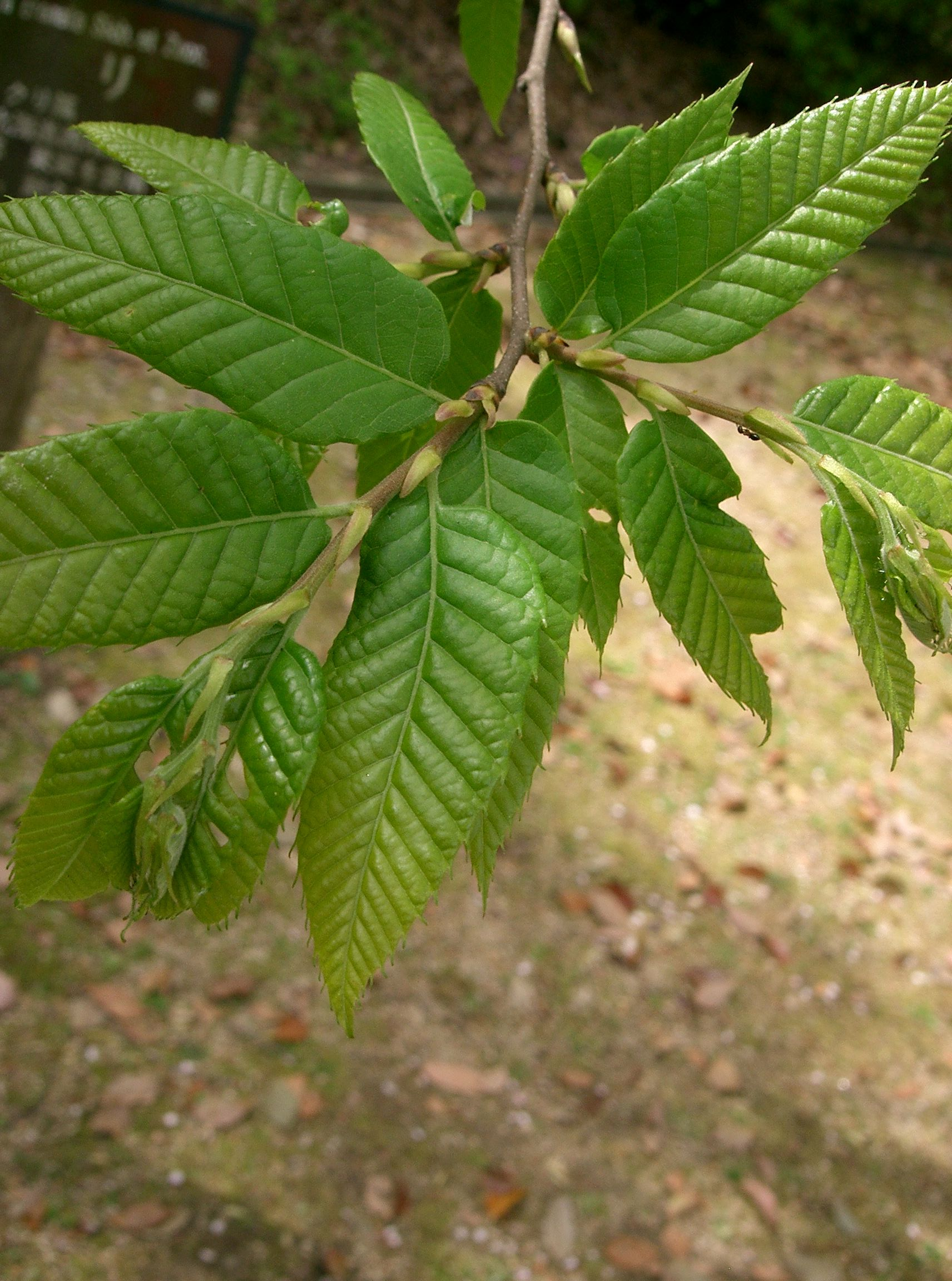
Castanea crenata foliage
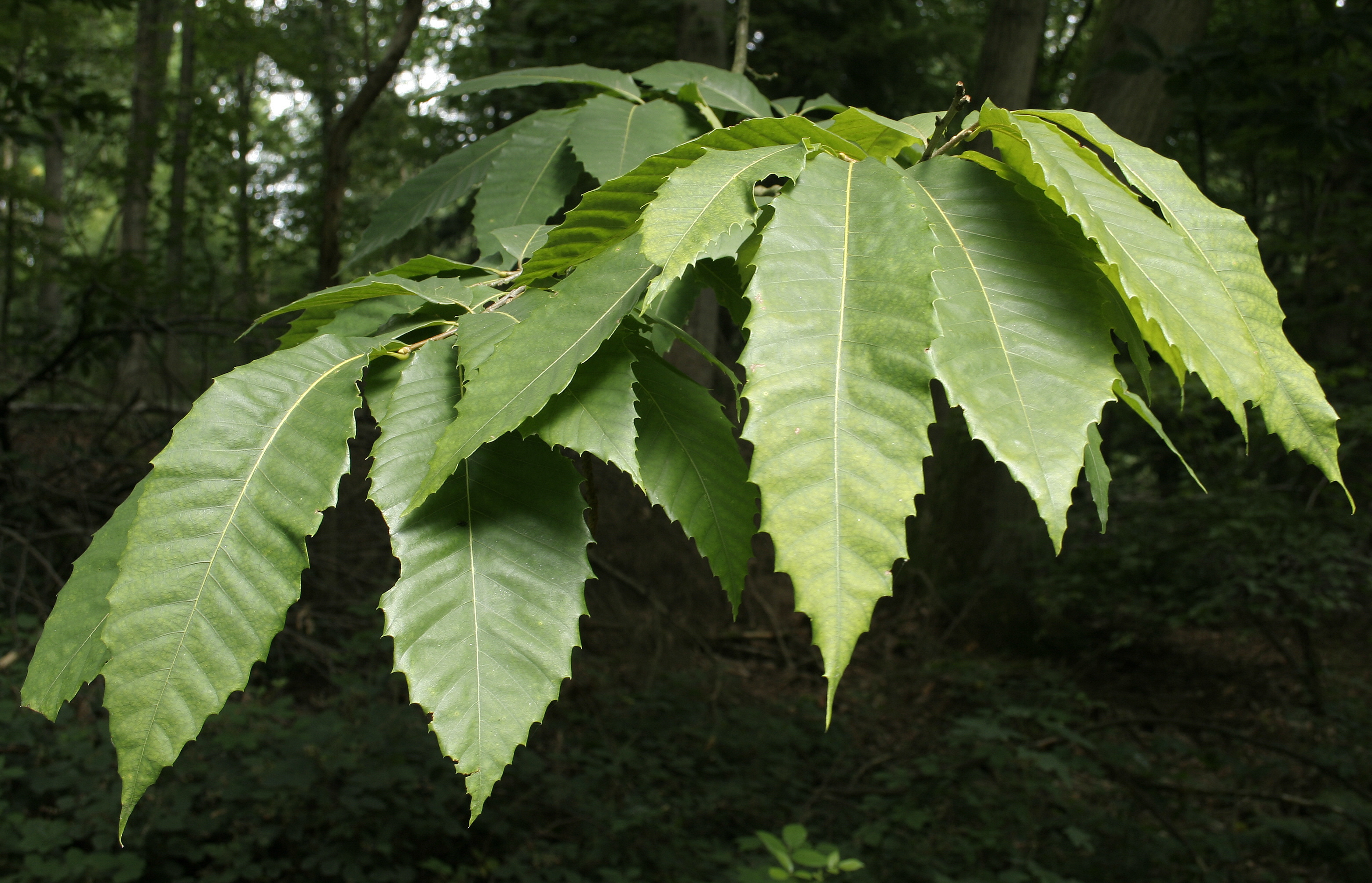
Castanea dentata foliage
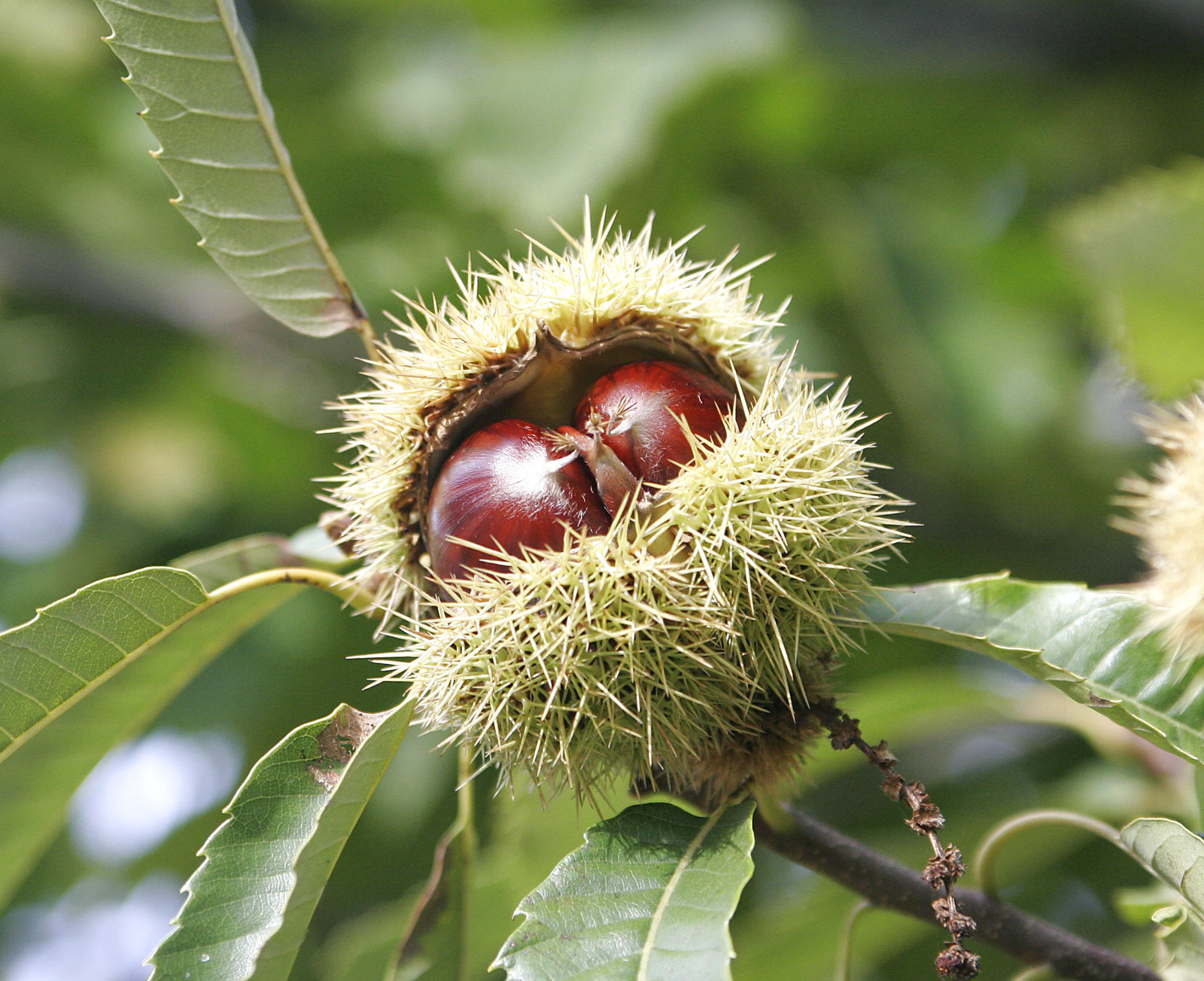
ثمار كستناء في قشرتها المدببة
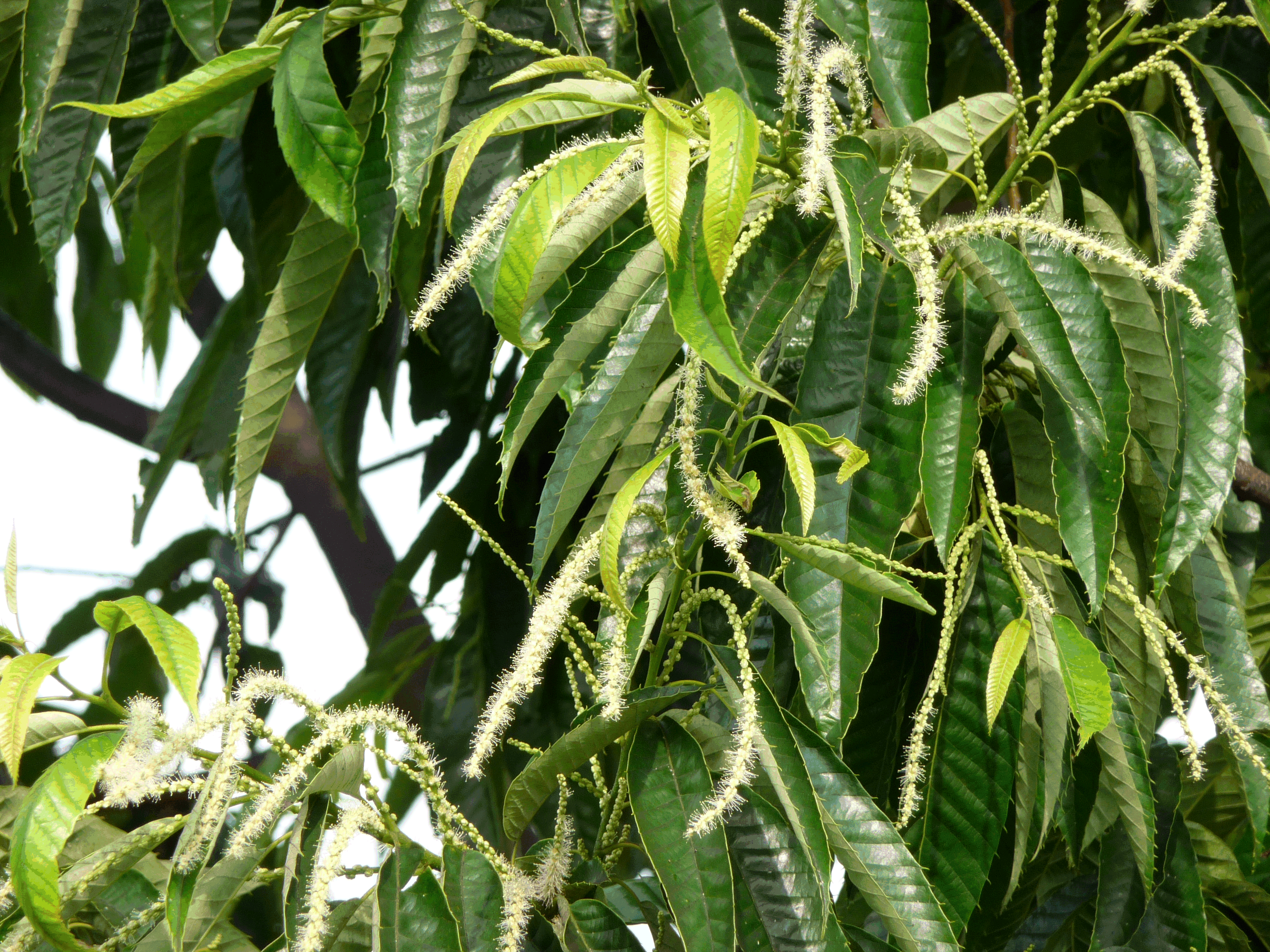
Male catkins of Japanese Chestnut (Castanea crenata), تشيبا (محافظة)، اليابان, mid-June.
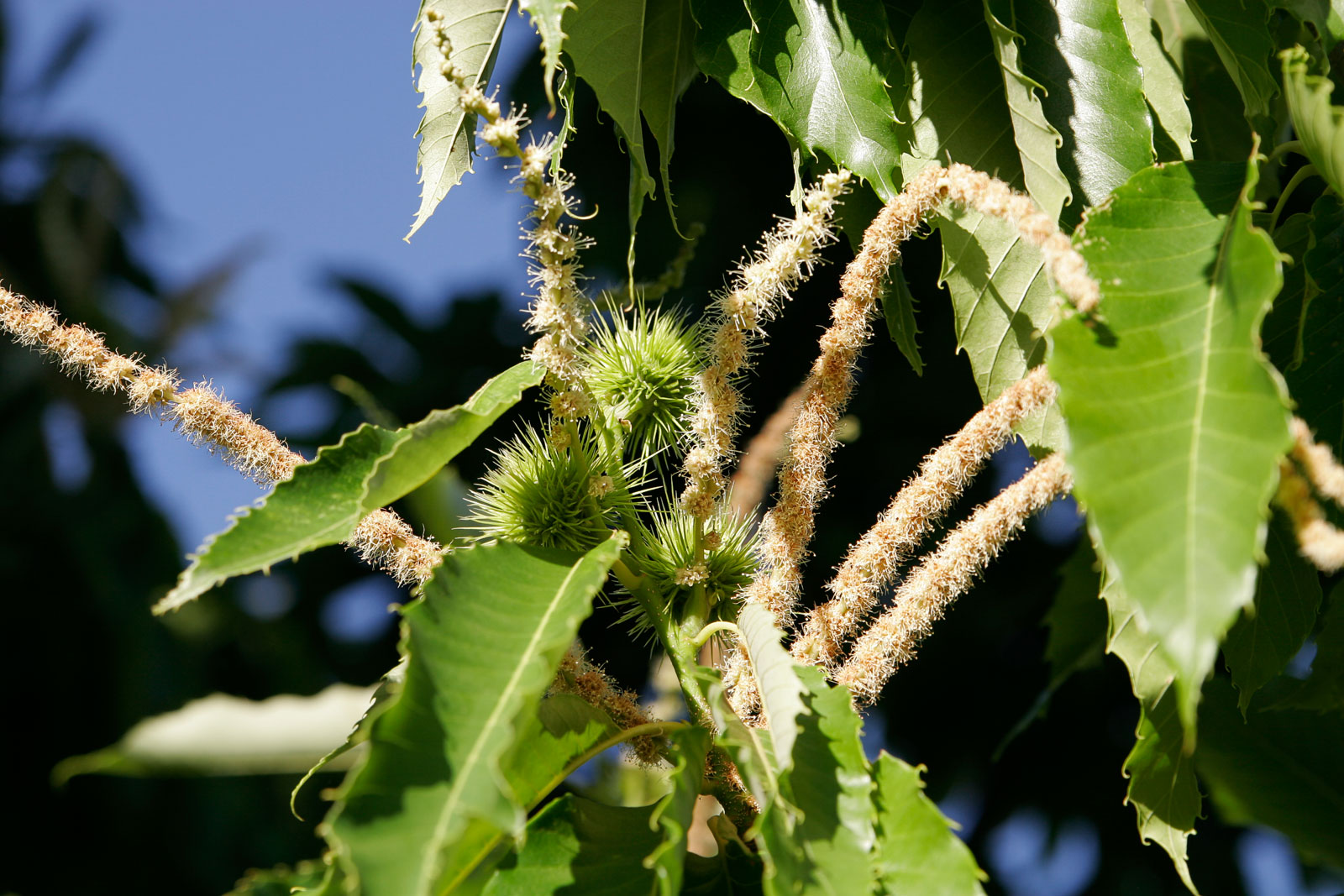
كستناء صغيرة

## وصلات خارجية
- How to Roast Chestnuts نسخة محفوظة 8 مايو 2008 على موقع واي باك مشين..
- How to peel chestnuts easily.
- The American Chestnut Foundation.
- Chestnut museum in the Beaumedrobie country - Joyeuse, France.
- Pictures of various Chestnut lumber and veneer.
- Picture – Autumn colours of a Chinese Chestnut tree (كستناء صينية) with pictures of that species' leaves and flowers.
- "Japanese+chestnut"+picture&sa=X&oi=image_result&resnum=1&ct=image&cd=1 Picture – Large Japanese Chestnut tree (Castanea crenata) in Old Lyme, Connecticut in 1876 and photographed in 2000.
- Picture - Large, old and gnarled Sweet Chestnut tree at Sheffield Park Garden.
- Tahitian Chestnut tree’s mad root system.
- Chestnut Veloute

## قراءة إضافية
Philips، Roger (1979). Trees of North America and Europe. New York: Random House. ISBN:978-0-394-50259-5.
1. ↑  Some specimens can have greater bulk.[10]